# CONCACAF Nations League 2023/24
De CONCACAF Nations League 2023–24 is het derde seizoen van deze landencompetitie, een internationale voetbalcompetitie voor landen die lid zijn van de CONCACAF. Het toernooi duurt van september 2023 tot en met de finales in maart 2024. Verenigde Staten won het toernooi.
Het toernooi is opgedeeld in drie divisies. Welke landen deelnemen aan welke divisie hangt af van het resultaat in de vorige editie. De hoogst gekwalificeerde landen nemen deel aan divisie A, daarna volgen B en C. Er doen in totaal 41 landen mee.

## Format
Vergeleken met de vorige editie zijn er een aantal veranderingen. Die veranderingen vinden vooral plaats in divisie A. Het aantal landen in die league gaat van 12 naar 16 en er vindt nu een kwartfinale plaats. De twaalf laagst geklasseerde landen uit divisie A spelen eerst in een groepsfase. Daarbij worden 2 groepen gemaakt van zes landen. De twee beste landen uit iedere poule plaatsen zich voor de kwartfinale. De twee landen die laagst in de poule eindigen degraderen naar divisie B. In de kwartfinale spelen de 4 winnaars en nummers 2 uit de groepsfase. Ook spelen de 4 hoogst geklasseerde landen, die zijn automatisch gekwalificeerd voor de kwartfinale en hoeven dus geen wedstrijden in de groep te spelen. Na de kwartfinale wordt er een halve finale en een finale gespeeld.
Vanuit divisie A kwalificeren zes landen zich voor de Copa América van 2024.
In divisie B zal hetzelfde format worden gebruikt als de vorige editie. 16 landen zullen worden verdeeld in vier groepen van vier landen. Alle landen spelen twee keer tegen elkaar (een uit- en thuiswedstrijd). De winnaars promoveren naar divisie A. De landen die laatst eindigen degraderen naar divisie C.
In divisie C zitten tijdens deze editie 9 landen. Die landen worden verdeeld in drie groepen van drie landen. Ieder land speelt twee keer tegen een ander land (een uit- en thuiswedstrijd). De winnaar promoveren naar divisie B. De beste nummer 2 promoveert ook naar divisie B. Degradatie uit deze divisie is niet mogelijk.

## Tijdschema
| Ronde          | Ronde          | Data                 |
| Divisie A      | Divisie B en C | Data                 |
| -------------- | -------------- | -------------------- |
| Wedstrijddag 1 | Wedstrijddag 1 | 7–9 september 2023   |
| Wedstrijddag 2 | Wedstrijddag 2 | 10–12 september 2023 |
| Wedstrijddag 3 | Wedstrijddag 3 | 12–14 oktober 2023   |
| Wedstrijddag 4 | Wedstrijddag 4 | 15–17 oktober 2023   |
| Kwartfinales   | Wedstrijddag 5 | 16–18 november 2023  |
| Kwartfinales   | Wedstrijddag 6 | 19–21 november 2023  |
| Halve finales  |                | 18–26 maart 2024     |
| Troostfinale   |                | 18–26 maart 2024     |
| Finale         |                | 18–26 maart 2024     |

## Deelnemende landen
Alle 41 CONCACAF-leden nemen deel aan deze editie. De landen worden verdeeld in drie divisies, waarbij de hoogste vier geklasseerde landen van divisie A een bye krijgen en zich rechtstreeks kwalificeren voor de kwartfinale. Voor de ranking is gekeken naar de coëfficiëntenlijst van maart 2023.
| Pot | Team               | Pnt.  | Rank |
| --- | ------------------ | ----- | ---- |
| Q   | Mexico             | 1.939 | 1    |
| Q   | Verenigde Staten   | 1.919 | 2    |
| Q   | Costa Rica         | 1.796 | 3    |
| Q   | Canada             | 1.743 | 4    |
| 1   | Panama             | 1.695 | 5    |
| 1   | Haïti              | 1.482 | 6    |
| 2   | Jamaica            | 1.479 | 7    |
| 2   | Guatemala          | 1.405 | 8    |
| 3   | Honduras           | 1.403 | 9    |
| 3   | El Salvador        | 1.330 | 10   |
| 4   | Martinique         | 1.246 | 12   |
| 4   | Cuba               | 1.176 | 13   |
| 5   | Curaçao            | 1.171 | 14   |
| 5   | Suriname           | 1.079 | 16   |
| 6   | Trinidad en Tobago | 1.254 | 11   |
| 6   | Grenada            | 791   | 25   |

| Pot | Team                           | Pnt.  | Rank |
| --- | ------------------------------ | ----- | ---- |
| 1   | Nicaragua                      | 1.067 | 17   |
| 1   | Frans-Guyana                   | 1.086 | 15   |
| 1   | Guyana                         | 994   | 18   |
| 1   | Guadeloupe                     | 966   | 19   |
| 2   | Antigua en Barbuda             | 949   | 20   |
| 2   | Saint Kitts en Nevis           | 923   | 21   |
| 2   | Dominicaanse Republiek         | 913   | 22   |
| 2   | Bermuda                        | 863   | 23   |
| 3   | Saint Lucia                    | 795   | 24   |
| 3   | Puerto Rico                    | 790   | 26   |
| 3   | Montserrat                     | 780   | 27   |
| 3   | Saint Vincent en de Grenadines | 726   | 28   |
| 4   | Belize                         | 715   | 29   |
| 4   | Barbados                       | 681   | 30   |
| 4   | Bahama's                       | 530   | 34   |
| 4   | Sint Maarten                   | 413   | 37   |

| Pot | Team                        | Pnt. | Rank |
| --- | --------------------------- | ---- | ---- |
| 1   | Bonaire                     | 627  | 31   |
| 1   | Dominica                    | 572  | 32   |
| 1   | Aruba                       | 564  | 33   |
| 2   | Turks- en Caicoseilanden    | 461  | 35   |
| 2   | Kaaimaneilanden             | 435  | 36   |
| 2   | Sint Maarten                | 377  | 38   |
| 3   | Anguilla                    | 224  | 39   |
| 3   | Amerikaanse Maagdeneilanden | 193  | 40   |
| 3   | Britse Maagdeneilanden      | 163  | 41   |

## Groepen en wedstrijden

### League A

#### Groep A
| Pos | Team               | Wed | W | G | V | Ptn | DV | DT | +/− | Kwalificatie of degradatie |     | Vlag van Panama | Vlag van Trinidad en Tobago | Vlag van Martinique | Vlag van Guatemala | Vlag van Curaçao | Vlag van El Salvador |
| --- | ------------------ | --- | - | - | - | --- | -- | -- | --- | -------------------------- | --- | --------------- | --------------------------- | ------------------- | ------------------ | ---------------- | -------------------- |
| 1   | Panama             | 4   | 3 | 1 | 0 | 10  | 9  | 2  | +7  | Kwartfinale                |     | —               | —                           | 3–0                 | 3–0                | —                | —                    |
| 2   | Trinidad en Tobago | 4   | 3 | 0 | 1 | 9   | 10 | 9  | +1  | Kwartfinale                |     | —               | —                           | —                   | 3–2                | 1–0              | —                    |
| 3   | Martinique         | 4   | 2 | 1 | 1 | 7   | 2  | 3  | −1  |                            |     | —               | —                           | —                   | —                  | 1–0              | 1–0                  |
| 4   | Guatemala          | 4   | 1 | 1 | 2 | 4   | 5  | 7  | −2  |                            | 1–1 | —               | —                           | —                   | —                  | 2–0              |                      |
| 5   | Curaçao            | 4   | 1 | 0 | 3 | 3   | 6  | 7  | −1  | Divisie B                  |     | 1–2             | 5–3                         | —                   | —                  | —                | —                    |
| 6   | El Salvador        | 4   | 0 | 1 | 3 | 1   | 2  | 6  | −4  | Divisie B                  |     | —               | 2–3                         | 0–0                 | —                  | —                | —                    |

|                                |                    |         |         |                                                                                       |
| 7 september 2023 18:00 (UTC−4) | Trinidad en Tobago | 1–0     | Curaçao | Stadion: Hasely Crawfordstadion, Port of Spain Scheidsrechter: Daneon Parchment (JAM) |
| 7 september 2023 18:00 (UTC−4) | James 87'          | Verslag |         | Stadion: Hasely Crawfordstadion, Port of Spain Scheidsrechter: Daneon Parchment (JAM) |
| 7 september 2023 18:00 (UTC−4) |                    |         |         | Stadion: Hasely Crawfordstadion, Port of Spain Scheidsrechter: Daneon Parchment (JAM) |
| 7 september 2023 18:00 (UTC−4) |                    |         |         | Stadion: Hasely Crawfordstadion, Port of Spain Scheidsrechter: Daneon Parchment (JAM) |
|                                |                    |         |         |                                                                                       |

|                                |                                               |         |            |                                                                                  |
| 7 september 2023 19:00 (UTC−5) | Panama                                        | 3–0     | Martinique | Stadion: Estadio Rommel Fernández, Panama-Stad Scheidsrechter: Marco Ortiz (MEX) |
| 7 september 2023 19:00 (UTC−5) | Fajardo 9' Moltenis 47' (e.d.) Waterman 90+3' | Verslag |            | Stadion: Estadio Rommel Fernández, Panama-Stad Scheidsrechter: Marco Ortiz (MEX) |
| 7 september 2023 19:00 (UTC−5) |                                               |         |            | Stadion: Estadio Rommel Fernández, Panama-Stad Scheidsrechter: Marco Ortiz (MEX) |
| 7 september 2023 19:00 (UTC−5) |                                               |         |            | Stadion: Estadio Rommel Fernández, Panama-Stad Scheidsrechter: Marco Ortiz (MEX) |
|                                |                                               |         |            |                                                                                  |

|                                |                     |         |             | |
| 7 september 2023 20:00 (UTC−6) | Guatemala           | 2–0     | El Salvador | Stadion: Estadio Nacional Doroteo Guamuch Flores, Guatemala-Stad Scheidsrechter: Selvin Brown (HON) |
| 7 september 2023 20:00 (UTC−6) | Mejía 15' Altán 78' | Verslag |             | Stadion: Estadio Nacional Doroteo Guamuch Flores, Guatemala-Stad Scheidsrechter: Selvin Brown (HON) |
| 7 september 2023 20:00 (UTC−6) |                     |         |             | Stadion: Estadio Nacional Doroteo Guamuch Flores, Guatemala-Stad Scheidsrechter: Selvin Brown (HON) |
| 7 september 2023 20:00 (UTC−6) |                     |         |             | Stadion: Estadio Nacional Doroteo Guamuch Flores, Guatemala-Stad Scheidsrechter: Selvin Brown (HON) |
|                                |                     |         |             | |

|                                 |            |         |         |                                                                                          |
| 10 september 2023 20:00 (UTC−4) | Martinique | 1–0     | Curaçao | Stadion: Stade Pierre-Aliker, Fort-de-France Scheidsrechter: Juan Gabriel Calderón (CRC) |
| 10 september 2023 20:00 (UTC−4) | Labeau 48' | Verslag |         | Stadion: Stade Pierre-Aliker, Fort-de-France Scheidsrechter: Juan Gabriel Calderón (CRC) |
| 10 september 2023 20:00 (UTC−4) |            |         |         | Stadion: Stade Pierre-Aliker, Fort-de-France Scheidsrechter: Juan Gabriel Calderón (CRC) |
| 10 september 2023 20:00 (UTC−4) |            |         |         | Stadion: Stade Pierre-Aliker, Fort-de-France Scheidsrechter: Juan Gabriel Calderón (CRC) |
|                                 |            |         |         |                                                                                          |

|                                 |            |         |                 | |
| 10 september 2023 18:00 (UTC−6) | Guatemala  | 1–1     | Panama          | Stadion: Estadio Nacional Doroteo Guamuch Flores, Guatemala-Stad Scheidsrechter: Said Martínez (HON) |
| 10 september 2023 18:00 (UTC−6) | Santis 71' | Verslag | 7' (pen.) Davis | Stadion: Estadio Nacional Doroteo Guamuch Flores, Guatemala-Stad Scheidsrechter: Said Martínez (HON) |
| 10 september 2023 18:00 (UTC−6) |            |         |                 | Stadion: Estadio Nacional Doroteo Guamuch Flores, Guatemala-Stad Scheidsrechter: Said Martínez (HON) |
| 10 september 2023 18:00 (UTC−6) |            |         |                 | Stadion: Estadio Nacional Doroteo Guamuch Flores, Guatemala-Stad Scheidsrechter: Said Martínez (HON) |
|                                 |            |         |                 | |

|                                 |                      |         |                                       |                                                                                                 |
| 10 september 2023 20:00 (UTC−6) | El Salvador          | 2–3     | Trinidad en Tobago                    | Stadion: Estadio Jorge "El Mágico" González, San Salvador Scheidsrechter: Ricardo Montero (CRC) |
| 10 september 2023 20:00 (UTC−6) | Zavaleta 17' Gil 53' | Verslag | 22' Telfer 51' (pen.) Shaw 72' García | Stadion: Estadio Jorge "El Mágico" González, San Salvador Scheidsrechter: Ricardo Montero (CRC) |
| 10 september 2023 20:00 (UTC−6) |                      |         |                                       | Stadion: Estadio Jorge "El Mágico" González, San Salvador Scheidsrechter: Ricardo Montero (CRC) |
| 10 september 2023 20:00 (UTC−6) |                      |         |                                       | Stadion: Estadio Jorge "El Mágico" González, San Salvador Scheidsrechter: Ricardo Montero (CRC) |
|                                 |                      |         |                                       |                                                                                                 |

|                               |             |         |                            |                                                                              |
| 13 oktober 2023 17:00 (UTC−4) | Curaçao     | 1–2     | Panama                     | Stadion: Ergilio Hatostadion, Willemstad Scheidsrechter: Ismail Elfath (USA) |
| 13 oktober 2023 17:00 (UTC−4) | Janga 90+4' | Verslag | 29' Bárcenas 77' Rodríguez | Stadion: Ergilio Hatostadion, Willemstad Scheidsrechter: Ismail Elfath (USA) |
| 13 oktober 2023 17:00 (UTC−4) |             |         |                            | Stadion: Ergilio Hatostadion, Willemstad Scheidsrechter: Ismail Elfath (USA) |
| 13 oktober 2023 17:00 (UTC−4) |             |         |                            | Stadion: Ergilio Hatostadion, Willemstad Scheidsrechter: Ismail Elfath (USA) |
|                               |             |         |                            |                                                                              |

|                               |            |         |             |                                                                                |
| 13 oktober 2023 19:00 (UTC−4) | Martinique | 1–0     | El Salvador | Stadion: Stade Pierre-Aliker, Fort-de-France Scheidsrechter: César Ramos (MEX) |
| 13 oktober 2023 19:00 (UTC−4) | Marajo 23' | Verslag |             | Stadion: Stade Pierre-Aliker, Fort-de-France Scheidsrechter: César Ramos (MEX) |
| 13 oktober 2023 19:00 (UTC−4) |            |         |             | Stadion: Stade Pierre-Aliker, Fort-de-France Scheidsrechter: César Ramos (MEX) |
| 13 oktober 2023 19:00 (UTC−4) |            |         |             | Stadion: Stade Pierre-Aliker, Fort-de-France Scheidsrechter: César Ramos (MEX) |
|                               |            |         |             |                                                                                |

|                               |                                      |         |                      |                                                                                  |
| 13 oktober 2023 20:00 (UTC−5) | Trinidad en Tobago                   | 3–2     | Guatemala            | Stadion: Hasely Crawfordstadion, Port of Spain Scheidsrechter: Iván Barton (SLV) |
| 13 oktober 2023 20:00 (UTC−5) | Jones 36' (pen.) Moore 54' James 89' | Verslag | 12' Rubin 31' Santis | Stadion: Hasely Crawfordstadion, Port of Spain Scheidsrechter: Iván Barton (SLV) |
| 13 oktober 2023 20:00 (UTC−5) |                                      |         |                      | Stadion: Hasely Crawfordstadion, Port of Spain Scheidsrechter: Iván Barton (SLV) |
| 13 oktober 2023 20:00 (UTC−5) |                                      |         |                      | Stadion: Hasely Crawfordstadion, Port of Spain Scheidsrechter: Iván Barton (SLV) |
|                               |                                      |         |                      |                                                                                  |

|                               |                                              |         |           |                                                                                         |
| 17 oktober 2023 20:00 (UTC−5) | Panama                                       | 3–0     | Guatemala | Stadion: Estadio Rommel Fernández, Panama-Stad Scheidsrechter: Armando Villarreal (USA) |
| 17 oktober 2023 20:00 (UTC−5) | Carrasquilla 14' Davis 48' (pen.) Ayarza 90' | Verslag |           | Stadion: Estadio Rommel Fernández, Panama-Stad Scheidsrechter: Armando Villarreal (USA) |
| 17 oktober 2023 20:00 (UTC−5) |                                              |         |           | Stadion: Estadio Rommel Fernández, Panama-Stad Scheidsrechter: Armando Villarreal (USA) |
| 17 oktober 2023 20:00 (UTC−5) |                                              |         |           | Stadion: Estadio Rommel Fernández, Panama-Stad Scheidsrechter: Armando Villarreal (USA) |
|                               |                                              |         |           |                                                                                         |

|                               |             |     |            |                                                                                              |
| 17 oktober 2023 19:00 (UTC−6) | El Salvador | 0–0 | Martinique | Stadion: Estadio Jorge "El Mágico" González, San Salvador Scheidsrechter: Drew Fischer (CAN) |
| 17 oktober 2023 19:00 (UTC−6) | Verslag     |     |            | Stadion: Estadio Jorge "El Mágico" González, San Salvador Scheidsrechter: Drew Fischer (CAN) |
| 17 oktober 2023 19:00 (UTC−6) |             |     |            | Stadion: Estadio Jorge "El Mágico" González, San Salvador Scheidsrechter: Drew Fischer (CAN) |
| 17 oktober 2023 19:00 (UTC−6) |             |     |            | Stadion: Estadio Jorge "El Mágico" González, San Salvador Scheidsrechter: Drew Fischer (CAN) |
|                               |             |     |            |                                                                                              |

|                               |                                                                    |         |                                 |                                                                              |
| 17 oktober 2023 21:00 (UTC−4) | Curaçao                                                            | 5–3     | Trinidad en Tobago              | Stadion: Ergilio Hatostadion, Willemstad Scheidsrechter: Said Martínez (HON) |
| 17 oktober 2023 21:00 (UTC−4) | Janga 7', 81' Roemeratoe 12' Gorré 56' (pen.) J. Bacuna 78' (pen.) | Verslag | 68' Moore 74' Lee-Him 86' Moses | Stadion: Ergilio Hatostadion, Willemstad Scheidsrechter: Said Martínez (HON) |
| 17 oktober 2023 21:00 (UTC−4) |                                                                    |         |                                 | Stadion: Ergilio Hatostadion, Willemstad Scheidsrechter: Said Martínez (HON) |
| 17 oktober 2023 21:00 (UTC−4) |                                                                    |         |                                 | Stadion: Ergilio Hatostadion, Willemstad Scheidsrechter: Said Martínez (HON) |
|                               |                                                                    |         |                                 |                                                                              |

#### Groep B
| Pos | Team     | Wed | W | G | V | Ptn | DV | DT | +/− | Kwalificatie of degradatie |   | Vlag van Jamaica | Vlag van Hongarije | Vlag van Suriname | Vlag van Cuba | Vlag van Haïti | Vlag van Grenada |
| --- | -------- | --- | - | - | - | --- | -- | -- | --- | -------------------------- | - | ---------------- | ------------------ | ----------------- | ------------- | -------------- | ---------------- |
| 1   | Jamaica  | 4   | 3 | 1 | 0 | 10  | 10 | 5  | +5  | Kwartfinale                |   | —                | 1–0                | —                 | —             | 2–2            | —                |
| 2   | Honduras | 4   | 2 | 1 | 1 | 7   | 8  | 1  | +7  | Kwartfinale                |   | —                | —                  | —                 | 4–0           | —              | 4–0              |
| 3   | Suriname | 4   | 1 | 2 | 1 | 5   | 6  | 3  | +3  |                            |   | —                | —                  | —                 | —             | 1–1            | 4–0              |
| 4   | Cuba     | 4   | 1 | 2 | 1 | 5   | 1  | 4  | −3  |                            | — | 1–4              | 1–0                | —                 | —             | —              |                  |
| 5   | Haïti    | 4   | 0 | 3 | 1 | 3   | 5  | 6  | −1  | Divisie B                  |   | 2–3              | —                  | —                 | 0–0           | —              | —                |
| 6   | Grenada  | 4   | 0 | 1 | 3 | 1   | 2  | 13 | −11 | Divisie B                  |   | 0–0              | —                  | 1–1               | —             | —              | —                |

|                                |         |     |      | |
| 8 september 2023 16:00 (UTC−4) | Haïti   | 0–0 | Cuba | Stadion: Estadio Olímpico Félix Sánchez, Santo Domingo (Dominicaanse Republiek) Scheidsrechter: Randy Encarnación (DOM) |
| 8 september 2023 16:00 (UTC−4) | Verslag |     |      | Stadion: Estadio Olímpico Félix Sánchez, Santo Domingo (Dominicaanse Republiek) Scheidsrechter: Randy Encarnación (DOM) |
| 8 september 2023 16:00 (UTC−4) |         |     |      | Stadion: Estadio Olímpico Félix Sánchez, Santo Domingo (Dominicaanse Republiek) Scheidsrechter: Randy Encarnación (DOM) |
| 8 september 2023 16:00 (UTC−4) |         |     |      | Stadion: Estadio Olímpico Félix Sánchez, Santo Domingo (Dominicaanse Republiek) Scheidsrechter: Randy Encarnación (DOM) |
|                                |         |     |      | |

|                                |           |         |              |                                                                                             |
| 8 september 2023 19:00 (UTC−4) | Grenada   | 1–1     | Suriname     | Stadion: Kirani James Atletiekstadion, Saint George's Scheidsrechter: Kwinsi Williams (TRI) |
| 8 september 2023 19:00 (UTC−4) | Lewis 85' | Verslag | 87' Te Vrede | Stadion: Kirani James Atletiekstadion, Saint George's Scheidsrechter: Kwinsi Williams (TRI) |
| 8 september 2023 19:00 (UTC−4) |           |         |              | Stadion: Kirani James Atletiekstadion, Saint George's Scheidsrechter: Kwinsi Williams (TRI) |
| 8 september 2023 19:00 (UTC−4) |           |         |              | Stadion: Kirani James Atletiekstadion, Saint George's Scheidsrechter: Kwinsi Williams (TRI) |
|                                |           |         |              |                                                                                             |

|                                |          |         |          |                                                                            |
| 8 september 2023 20:00 (UTC−5) | Jamaica  | 1–0     | Honduras | Stadion: Independence Park, Kingston Scheidsrechter: Daniel Quintero (MEX) |
| 8 september 2023 20:00 (UTC−5) | Gray 64' | Verslag |          | Stadion: Independence Park, Kingston Scheidsrechter: Daniel Quintero (MEX) |
| 8 september 2023 20:00 (UTC−5) |          |         |          | Stadion: Independence Park, Kingston Scheidsrechter: Daniel Quintero (MEX) |
| 8 september 2023 20:00 (UTC−5) |          |         |          | Stadion: Independence Park, Kingston Scheidsrechter: Daniel Quintero (MEX) |
|                                |          |         |          |                                                                            |

|                                 |          |         |          |                                                                                          |
| 12 september 2023 16:00 (UTC−4) | Cuba     | 1–0     | Suriname | Stadion: Estadio Antonio Maceo, Santiago de Cuba Scheidsrechter: Fernando Guerrero (MEX) |
| 12 september 2023 16:00 (UTC−4) | Pozo 21' | Verslag |          | Stadion: Estadio Antonio Maceo, Santiago de Cuba Scheidsrechter: Fernando Guerrero (MEX) |
| 12 september 2023 16:00 (UTC−4) |          |         |          | Stadion: Estadio Antonio Maceo, Santiago de Cuba Scheidsrechter: Fernando Guerrero (MEX) |
| 12 september 2023 16:00 (UTC−4) |          |         |          | Stadion: Estadio Antonio Maceo, Santiago de Cuba Scheidsrechter: Fernando Guerrero (MEX) |
|                                 |          |         |          |                                                                                          |

|                                 |                                          |         |                      |                                                                               |
| 12 september 2023 19:00 (UTC−5) | Jamaica                                  | 2–2     | Haïti                | Stadion: Independence Park, Kingston Scheidsrechter: César Arturo Ramos (MEX) |
| 12 september 2023 19:00 (UTC−5) | Adé 51' (e.d.) Decordova-Reid 83' (pen.) | Verslag | 12', 15' Don Deedson | Stadion: Independence Park, Kingston Scheidsrechter: César Arturo Ramos (MEX) |
| 12 september 2023 19:00 (UTC−5) |                                          |         |                      | Stadion: Independence Park, Kingston Scheidsrechter: César Arturo Ramos (MEX) |
| 12 september 2023 19:00 (UTC−5) |                                          |         |                      | Stadion: Independence Park, Kingston Scheidsrechter: César Arturo Ramos (MEX) |
|                                 |                                          |         |                      |                                                                               |

|                                 |                                                  |         |         |                                                                                              |
| 12 september 2023 20:00 (UTC−6) | Honduras                                         | 4–0     | Grenada | Stadion: Estadio José de la Paz Herrera Uclés, Tegucigalpa Scheidsrechter: Iván Barton (SLV) |
| 12 september 2023 20:00 (UTC−6) | Rodríguez 45+2', 65' Lozano 51' Palma 60' (pen.) | Verslag |         | Stadion: Estadio José de la Paz Herrera Uclés, Tegucigalpa Scheidsrechter: Iván Barton (SLV) |
| 12 september 2023 20:00 (UTC−6) |                                                  |         |         | Stadion: Estadio José de la Paz Herrera Uclés, Tegucigalpa Scheidsrechter: Iván Barton (SLV) |
| 12 september 2023 20:00 (UTC−6) |                                                  |         |         | Stadion: Estadio José de la Paz Herrera Uclés, Tegucigalpa Scheidsrechter: Iván Barton (SLV) |
|                                 |                                                  |         |         |                                                                                              |

|                               |          |         |             |                                                                                          |
| 12 oktober 2023 19:00 (UTC−3) | Suriname | 1–1     | Haïti       | Stadion: Dr. Ir. Franklin Essed Stadion, Paramaribo Scheidsrechter: Víctor Cáceres (MEX) |
| 12 oktober 2023 19:00 (UTC−3) | Haps 17' | Verslag | 51' Cantave | Stadion: Dr. Ir. Franklin Essed Stadion, Paramaribo Scheidsrechter: Víctor Cáceres (MEX) |
| 12 oktober 2023 19:00 (UTC−3) |          |         |             | Stadion: Dr. Ir. Franklin Essed Stadion, Paramaribo Scheidsrechter: Víctor Cáceres (MEX) |
| 12 oktober 2023 19:00 (UTC−3) |          |         |             | Stadion: Dr. Ir. Franklin Essed Stadion, Paramaribo Scheidsrechter: Víctor Cáceres (MEX) |
|                               |          |         |             |                                                                                          |

|                               |              |         |                                                        |                                                                                              |
| 12 oktober 2023 19:00 (UTC−4) | Grenada      | 1–4     | Jamaica                                                | Stadion: Kirani James Atletiekstadion, Saint George's Scheidsrechter: Joseph Dickerson (USA) |
| 12 oktober 2023 19:00 (UTC−4) | Williams 30' | Verslag | 12' Williams 22' Nicholson 74' Gray 87' Decordova-Reid | Stadion: Kirani James Atletiekstadion, Saint George's Scheidsrechter: Joseph Dickerson (USA) |
| 12 oktober 2023 19:00 (UTC−4) |              |         |                                                        | Stadion: Kirani James Atletiekstadion, Saint George's Scheidsrechter: Joseph Dickerson (USA) |
| 12 oktober 2023 19:00 (UTC−4) |              |         |                                                        | Stadion: Kirani James Atletiekstadion, Saint George's Scheidsrechter: Joseph Dickerson (USA) |
|                               |              |         |                                                        |                                                                                              |

|                               |         |     |          | |
| 12 oktober 2023 21:00 (UTC−4) | Cuba    | 0–0 | Honduras | Stadion: Estadio Olímpico Félix Sánchez, Santo Domingo (Dominicaanse Republiek) Scheidsrechter: Walter López (GUA) |
| 12 oktober 2023 21:00 (UTC−4) | Verslag |     |          | Stadion: Estadio Olímpico Félix Sánchez, Santo Domingo (Dominicaanse Republiek) Scheidsrechter: Walter López (GUA) |
| 12 oktober 2023 21:00 (UTC−4) |         |     |          | Stadion: Estadio Olímpico Félix Sánchez, Santo Domingo (Dominicaanse Republiek) Scheidsrechter: Walter López (GUA) |
| 12 oktober 2023 21:00 (UTC−4) |         |     |          | Stadion: Estadio Olímpico Félix Sánchez, Santo Domingo (Dominicaanse Republiek) Scheidsrechter: Walter López (GUA) |
|                               |         |     |          | |

|                               |                  |         |                                   | |
| 15 oktober 2023 21:00 (UTC−4) | Haïti            | 2–3     | Jamaica                           | Stadion: Hasely Crawfordstadion, Port of Spain (Trinidad en Tobago) Scheidsrechter: Keylor Herrera (CRC) |
| 15 oktober 2023 21:00 (UTC−4) | Pierrot 15', 87' | Verslag | 18' Gray 57' Nicholson 66' Bailey | Stadion: Hasely Crawfordstadion, Port of Spain (Trinidad en Tobago) Scheidsrechter: Keylor Herrera (CRC) |
| 15 oktober 2023 21:00 (UTC−4) |                  |         |                                   | Stadion: Hasely Crawfordstadion, Port of Spain (Trinidad en Tobago) Scheidsrechter: Keylor Herrera (CRC) |
| 15 oktober 2023 21:00 (UTC−4) |                  |         |                                   | Stadion: Hasely Crawfordstadion, Port of Spain (Trinidad en Tobago) Scheidsrechter: Keylor Herrera (CRC) |
|                               |                  |         |                                   | |

|                               |                                                        |         |      |                                                                                                |
| 15 oktober 2023 18:00 (UTC−6) | Honduras                                               | 4–0     | Cuba | Stadion: Estadio José de la Paz Herrera Uclés, Tegucigalpa Scheidsrechter: Mario Escobar (GUA) |
| 15 oktober 2023 18:00 (UTC−6) | Maldonado 9' Lozano 13' Quioto 67' (pen.) Róchez 90+1' | Verslag |      | Stadion: Estadio José de la Paz Herrera Uclés, Tegucigalpa Scheidsrechter: Mario Escobar (GUA) |
| 15 oktober 2023 18:00 (UTC−6) |                                                        |         |      | Stadion: Estadio José de la Paz Herrera Uclés, Tegucigalpa Scheidsrechter: Mario Escobar (GUA) |
| 15 oktober 2023 18:00 (UTC−6) |                                                        |         |      | Stadion: Estadio José de la Paz Herrera Uclés, Tegucigalpa Scheidsrechter: Mario Escobar (GUA) |
|                               |                                                        |         |      |                                                                                                |

|                               |                                                            |         |         |                                                                                             |
| 15 oktober 2023 21:00 (UTC−3) | Suriname                                                   | 4–0     | Grenada | Stadion: Dr. Ir. Franklin Essed Stadion, Paramaribo Scheidsrechter: Christopher Mason (JAM) |
| 15 oktober 2023 21:00 (UTC−3) | Van der Kust 12' Vlijter 27' Abena 35' Bedeau 45+3' (e.d.) | Verslag |         | Stadion: Dr. Ir. Franklin Essed Stadion, Paramaribo Scheidsrechter: Christopher Mason (JAM) |
| 15 oktober 2023 21:00 (UTC−3) |                                                            |         |         | Stadion: Dr. Ir. Franklin Essed Stadion, Paramaribo Scheidsrechter: Christopher Mason (JAM) |
| 15 oktober 2023 21:00 (UTC−3) |                                                            |         |         | Stadion: Dr. Ir. Franklin Essed Stadion, Paramaribo Scheidsrechter: Christopher Mason (JAM) |
|                               |                                                            |         |         |                                                                                             |

#### Finaleronde
Vier landen hebben een bye gekregen naar deze ronde. Dat zijn de vier hoogst geklasseerde landen. Vanuit de groepsfase in divisie A kwalificeren ook de nummers 1 en 2 uit iedere groep zich voor de kwartfinale. Dat maakt een totaal van acht deelnemende landen. De wedstrijden worden gespeeld in november 2023. De winnaars van de kwartfinales kwalificeren zich voor de Copa América 2024 en spelen tevens een halve finale en eventueel een finale. De verliezers van de kwartfinale spelen een play-off wedstrijd tegen een andere verliezer voor nog twee plekken op de Copa América.
bye
- Canada
- Costa Rica
- Mexico
- Verenigde Staten

##### Kwartfinale
| Team 1           | Totaal | Team 2             | 1e wedstrijd | 2e wedstrijd |
| ---------------- | ------ | ------------------ | ------------ | ------------ |
| Costa Rica       | 1–6    | Panama             | 0–3          | 1–3          |
| Jamaica          | 4–4    | Canada             | 1–2          | 3–2          |
| Verenigde Staten | 4–2    | Trinidad en Tobago | 3–0          | 1–2          |
| Honduras         | 2–2    | Mexico             | 2–0          | 0–2          |

|                                |            |         |                                     | |
| 16 november 2023 21:00 (UTC−6) | Costa Rica | 0–3     | Panama                              | Stadion: Estadio Ricardo Saprissa, San José Toeschouwers: 17.787 Scheidsrechter: Mario Escobar (GUA) |
| 16 november 2023 21:00 (UTC−6) |            | Verslag | Murillo 4' Fajardo 29' Waterman 60' | Stadion: Estadio Ricardo Saprissa, San José Toeschouwers: 17.787 Scheidsrechter: Mario Escobar (GUA) |
| 16 november 2023 21:00 (UTC−6) |            |         |                                     | Stadion: Estadio Ricardo Saprissa, San José Toeschouwers: 17.787 Scheidsrechter: Mario Escobar (GUA) |
| 16 november 2023 21:00 (UTC−6) |            |         |                                     | Stadion: Estadio Ricardo Saprissa, San José Toeschouwers: 17.787 Scheidsrechter: Mario Escobar (GUA) |
|                                |            |         |                                     | |

|                                |                                               |         |            | |
| 20 november 2023 21:00 (UTC−5) | Panama                                        | 3–1     | Costa Rica | Stadion: Estadio Rommel Fernández, Panama-Stad Toeschouwers: 15.288 Scheidsrechter: Saíd Martínez (HON) |
| 20 november 2023 21:00 (UTC−5) | Fajardo 21' Rodríguez 24' Bárcenas 43' (pen.) | Verslag | 52' Calvo  | Stadion: Estadio Rommel Fernández, Panama-Stad Toeschouwers: 15.288 Scheidsrechter: Saíd Martínez (HON) |
| 20 november 2023 21:00 (UTC−5) |                                               |         |            | Stadion: Estadio Rommel Fernández, Panama-Stad Toeschouwers: 15.288 Scheidsrechter: Saíd Martínez (HON) |
| 20 november 2023 21:00 (UTC−5) |                                               |         |            | Stadion: Estadio Rommel Fernández, Panama-Stad Toeschouwers: 15.288 Scheidsrechter: Saíd Martínez (HON) |
|                                |                                               |         |            | |

Panama won met 6–1 over twee wedstrijden en kwalificeerde zich voor de halve finale en voor de Copa América 2024. Costa Rica gaat naar de play-off voor kwalificatie voor de Copa América 2024.
|                                |                                 |         |                    |                                                                                      |
| 16 november 2023 20:00 (UTC−6) | Verenigde Staten                | 3–0     | Trinidad en Tobago | Stadion: Q2 Stadium, Austin Toeschouwers: 19.850 Scheidsrechter: Oshane Nation (JAM) |
| 16 november 2023 20:00 (UTC−6) | Pepi 82' Robinson 86' Reyna 89' | Verslag |                    | Stadion: Q2 Stadium, Austin Toeschouwers: 19.850 Scheidsrechter: Oshane Nation (JAM) |
| 16 november 2023 20:00 (UTC−6) |                                 |         |                    | Stadion: Q2 Stadium, Austin Toeschouwers: 19.850 Scheidsrechter: Oshane Nation (JAM) |
| 16 november 2023 20:00 (UTC−6) |                                 |         |                    | Stadion: Q2 Stadium, Austin Toeschouwers: 19.850 Scheidsrechter: Oshane Nation (JAM) |
|                                |                                 |         |                    |                                                                                      |

|                                |                     |         |                  | |
| 20 november 2023 20:00 (UTC−4) | Trinidad en Tobago  | 2–1     | Verenigde Staten | Stadion: Hasely Crawfordstadion, Port of Spain Toeschouwers: 9.438 Scheidsrechter: Walter López (GUA) |
| 20 november 2023 20:00 (UTC−4) | Moore 43' Jones 57' | Verslag | 25' Robinson     | Stadion: Hasely Crawfordstadion, Port of Spain Toeschouwers: 9.438 Scheidsrechter: Walter López (GUA) |
| 20 november 2023 20:00 (UTC−4) |                     |         |                  | Stadion: Hasely Crawfordstadion, Port of Spain Toeschouwers: 9.438 Scheidsrechter: Walter López (GUA) |
| 20 november 2023 20:00 (UTC−4) |                     |         |                  | Stadion: Hasely Crawfordstadion, Port of Spain Toeschouwers: 9.438 Scheidsrechter: Walter López (GUA) |
|                                |                     |         |                  | |

Verenigde Staten won met 4–2 over twee wedstrijden en kwalificeerde zich voor de halve finale en voor de Copa América 2024. Trinidad en Tobago gaat naar de play-off voor kwalificatie voor de Copa América 2024.
|                                |               |         |                           |                                                                       |
| 18 november 2023 10:30 (UTC−5) | Jamaica       | 1–2     | Canada                    | Stadion: Independence Park, Kingston Scheidsrechter: Tori Penso (USA) |
| 18 november 2023 10:30 (UTC−5) | Nicholson 56' | Verslag | 45+1' David 86' Eustáquio | Stadion: Independence Park, Kingston Scheidsrechter: Tori Penso (USA) |
| 18 november 2023 10:30 (UTC−5) |               |         |                           | Stadion: Independence Park, Kingston Scheidsrechter: Tori Penso (USA) |
| 18 november 2023 10:30 (UTC−5) |               |         |                           | Stadion: Independence Park, Kingston Scheidsrechter: Tori Penso (USA) |
|                                |               |         |                           |                                                                       |

|                                |                     |         |                                              |                                                                                    |
| 21 november 2023 19:30 (UTC−5) | Canada              | 2–3     | Jamaica                                      | Stadion: BMO Field, Toronto Toeschouwers: 17.588 Scheidsrechter: César Ramos (MEX) |
| 21 november 2023 19:30 (UTC−5) | Davies 25' Koné 69' | Verslag | 63', 66' Nicholson 78' (pen.) Decordova-Reid | Stadion: BMO Field, Toronto Toeschouwers: 17.588 Scheidsrechter: César Ramos (MEX) |
| 21 november 2023 19:30 (UTC−5) |                     |         |                                              | Stadion: BMO Field, Toronto Toeschouwers: 17.588 Scheidsrechter: César Ramos (MEX) |
| 21 november 2023 19:30 (UTC−5) |                     |         |                                              | Stadion: BMO Field, Toronto Toeschouwers: 17.588 Scheidsrechter: César Ramos (MEX) |
|                                |                     |         |                                              |                                                                                    |

Het werd 4–4 over twee wedstrijden, Jamaica won op basis van de uitdoelpunten en kwalificeerde zich voor de halve finale en voor de Copa América 2024. Canada gaat naar de play-off voor kwalificatie voor de Copa América 2024.
|                                |                       |         |        | |
| 17 november 2023 20:00 (UTC−6) | Honduras              | 2–0     | Mexico | Stadion: Estadio José de la Paz Herrera Uclés, Tegucigalpa Toeschouwers: 22.444 Scheidsrechter: Juan Gabriel Calderón (CRC) |
| 17 november 2023 20:00 (UTC−6) | Lozano 30' Róchez 72' | Verslag |        | Stadion: Estadio José de la Paz Herrera Uclés, Tegucigalpa Toeschouwers: 22.444 Scheidsrechter: Juan Gabriel Calderón (CRC) |
| 17 november 2023 20:00 (UTC−6) |                       |         |        | Stadion: Estadio José de la Paz Herrera Uclés, Tegucigalpa Toeschouwers: 22.444 Scheidsrechter: Juan Gabriel Calderón (CRC) |
| 17 november 2023 20:00 (UTC−6) |                       |         |        | Stadion: Estadio José de la Paz Herrera Uclés, Tegucigalpa Toeschouwers: 22.444 Scheidsrechter: Juan Gabriel Calderón (CRC) |
|                                |                       |         |        | |

|                                |                                  |                     |                          |                                                                                             |
| 21 november 2023 20:30 (UTC−6) | Mexico Chávez 43' Álvarez 90+11' | 2–0 (n.v.) 4–2 pen. | Honduras                 | Stadion: Aztekenstadion, Mexico-Stad Toeschouwers: 70.078 Scheidsrechter: Iván Barton (SLV) |
| 21 november 2023 20:30 (UTC−6) | Verslag                          |                     |                          | Stadion: Aztekenstadion, Mexico-Stad Toeschouwers: 70.078 Scheidsrechter: Iván Barton (SLV) |
| 21 november 2023 20:30 (UTC−6) | Strafschoppen                    |                     |                          | Stadion: Aztekenstadion, Mexico-Stad Toeschouwers: 70.078 Scheidsrechter: Iván Barton (SLV) |
| 21 november 2023 20:30 (UTC−6) | Giménez Vásquez Pineda Huerta    |                     | Róchez Acosta Elis Najar | Stadion: Aztekenstadion, Mexico-Stad Toeschouwers: 70.078 Scheidsrechter: Iván Barton (SLV) |
|                                |                                  |                     |                          |                                                                                             |

Het werd 2–2 over twee wedstrijden, Mexico kwalificeerde zich na het nemen van strafschoppen voor de halve finale en voor de Copa América 2024. Honduras gaat naar de play-off voor kwalificatie voor de Copa América 2024.

##### Speelschema
|  | Halve finale         | Halve finale |                      |   | Finale | Finale |
|  |                      |              |                      |   |        |        |
|  | 21 maart – Arlington |              |                      |   |        |        |
|  |                      |              |                      |   |        |        |
|  | Verenigde Staten     | 3            |                      |   |        |        |
|  | Verenigde Staten     | 3            | 24 maart – Arlington |   |        |        |
|  | Jamaica              | 1            |                      |   |        |        |
|  | Jamaica              | 1            | Verenigde Staten     | 2 |        |        |
|  | 21 maart – Arlington |              | Verenigde Staten     | 2 |        |        |
|  |                      | Mexico       | 0                    |   |        |        |
|  | Panama               | Mexico       | 0                    | 0 |        |        |
|  | Panama               |              |                      | 0 |        |        |
|  | Mexico               | 3            |                      |   |        |        |
|  | Mexico               | 3            | Troostfinale         |   |        |        |
|  |                      |              |                      |   |        |        |
|  | 24 maart – Arlington |              |                      |   |        |        |
|  |                      |              |                      |   |        |        |
|  | Jamaica              | 1            |                      |   |        |        |
|  | Jamaica              | 1            |                      |   |        |        |
|  | Panama               | 0            |                      |   |        |        |

##### Halve finale
|                                                    |                                                          |            |               |                                                                                 |
| 21 maart 2024 «onderlinge duels» 18:00 uur (UTC−5) | Verenigde Staten                                         | 3–1 (n.v.) | Jamaica       | AT&T Stadium, Arlington Toeschouwers: 40.926 Scheidsrechter: Selvin Brown (HON) |
| 21 maart 2024 «onderlinge duels» 18:00 uur (UTC−5) | Cory Burke 90+6' (e.d.) Haji Wright 96' Haji Wright 109' |            | 1' Greg Leigh | AT&T Stadium, Arlington Toeschouwers: 40.926 Scheidsrechter: Selvin Brown (HON) |

|                                                    |        |                                                          |        |                                                                                 |
| 21 maart 2024 «onderlinge duels» 21:15 uur (UTC−5) | Panama | 0–3                                                      | Mexico | AT&T Stadium, Arlington Toeschouwers: 40.926 Scheidsrechter: Walter López (GUA) |
| 21 maart 2024 «onderlinge duels» 21:15 uur (UTC−5) |        | 40' Edson Álvarez 43' Julián Quiñones 67' Orbelín Pineda |        | AT&T Stadium, Arlington Toeschouwers: 40.926 Scheidsrechter: Walter López (GUA) |

##### Troostfinale
|                                                    |        |                      |         |                                                          |
| 24 maart 2024 «onderlinge duels» 17:00 uur (UTC−5) | Panama | 0–1                  | Jamaica | AT&T Stadium, Arlington Scheidsrechter: Tori Penso (USA) |
| 24 maart 2024 «onderlinge duels» 17:00 uur (UTC−5) |        | 42' Dexter Lembikisa |         | AT&T Stadium, Arlington Scheidsrechter: Tori Penso (USA) |

##### Finale
|                                                    |        |                                    |                  |                                                                                 |
| 24 maart 2024 «onderlinge duels» 20:15 uur (UTC−5) | Mexico | 0–2                                | Verenigde Staten | AT&T Stadium, Arlington Toeschouwers: 59.471 Scheidsrechter: Drew Fischer (CAN) |
| 24 maart 2024 «onderlinge duels» 20:15 uur (UTC−5) |        | 45' Tyler Adams 63' Giovanni Reyna |                  | AT&T Stadium, Arlington Toeschouwers: 59.471 Scheidsrechter: Drew Fischer (CAN) |

### Divisie B

#### Groep A
| Pos | Team                 | Wed | W | G | V | Ptn | DV | DT | +/− | Promotie of degradatie |     | Vlag van Guadeloupe | Vlag van Saint Lucia | Vlag van Sint Maarten | Vlag van Saint Kitts en Nevis |
| --- | -------------------- | --- | - | - | - | --- | -- | -- | --- | ---------------------- | --- | ------------------- | -------------------- | --------------------- | ----------------------------- |
| 1   | Guadeloupe           | 6   | 5 | 0 | 1 | 15  | 16 | 3  | +13 | Divisie A              |     | —                   | 2–0                  | 4–0                   | 5–0                           |
| 2   | Saint Lucia          | 6   | 3 | 1 | 2 | 10  | 10 | 6  | +4  |                        |     | 2–1                 | —                    | 1–2                   | 2–0                           |
| 3   | Sint Maarten         | 6   | 2 | 0 | 4 | 6   | 6  | 15 | −9  |                        | 0–2 | 1–5                 | —                    | 2–3                   |                               |
| 4   | Saint Kitts en Nevis | 6   | 1 | 1 | 4 | 4   | 4  | 12 | −8  | Divisie C              |     | 1–2                 | 0–0                  | 0–1                   | —                             |

|                                |                |         |                                                          | |
| 7 september 2023 18:00 (UTC−4) | Sint Maarten   | 1–5     | Saint Lucia                                              | Stadion: Stadion Rignaal 'Jean' Francisca, Willemstad (Curaçao) Scheidsrechter: Ricangel de Leça (ARU) |
| 7 september 2023 18:00 (UTC−4) | Amatkarijo 51' | Verslag | 45', 48', 89' Poleon 57' Hackett-Fairchild 75' Stanislas | Stadion: Stadion Rignaal 'Jean' Francisca, Willemstad (Curaçao) Scheidsrechter: Ricangel de Leça (ARU) |
| 7 september 2023 18:00 (UTC−4) |                |         |                                                          | Stadion: Stadion Rignaal 'Jean' Francisca, Willemstad (Curaçao) Scheidsrechter: Ricangel de Leça (ARU) |
| 7 september 2023 18:00 (UTC−4) |                |         |                                                          | Stadion: Stadion Rignaal 'Jean' Francisca, Willemstad (Curaçao) Scheidsrechter: Ricangel de Leça (ARU) |
|                                |                |         |                                                          | |

|                                |                      |         |                           |                                                                                      |
| 7 september 2023 19:00 (UTC−4) | Saint Kitts en Nevis | 1–2     | Guadeloupe                | Stadion: SKNFA Technical Center, Basseterre Scheidsrechter: Filiberto Martínez (SLV) |
| 7 september 2023 19:00 (UTC−4) | Williams 45+2'       | Verslag | 24' Archimède 77' Arconte | Stadion: SKNFA Technical Center, Basseterre Scheidsrechter: Filiberto Martínez (SLV) |
| 7 september 2023 19:00 (UTC−4) |                      |         |                           | Stadion: SKNFA Technical Center, Basseterre Scheidsrechter: Filiberto Martínez (SLV) |
| 7 september 2023 19:00 (UTC−4) |                      |         |                           | Stadion: SKNFA Technical Center, Basseterre Scheidsrechter: Filiberto Martínez (SLV) |
|                                |                      |         |                           |                                                                                      |

|                                 |                                                          |         |              |                                                                                                |
| 10 september 2023 15:30 (UTC−4) | Guadeloupe                                               | 4–0     | Sint Maarten | Stadion: Stade Municipal de Sainte-Anne, Sainte-Anne Scheidsrechter: Pierre-Luc Lauzière (CAN) |
| 10 september 2023 15:30 (UTC−4) | Phaëton 23' (pen.) Plumain 25' (pen.), 58' Archimède 40' | Verslag |              | Stadion: Stade Municipal de Sainte-Anne, Sainte-Anne Scheidsrechter: Pierre-Luc Lauzière (CAN) |
| 10 september 2023 15:30 (UTC−4) |                                                          |         |              | Stadion: Stade Municipal de Sainte-Anne, Sainte-Anne Scheidsrechter: Pierre-Luc Lauzière (CAN) |
| 10 september 2023 15:30 (UTC−4) |                                                          |         |              | Stadion: Stade Municipal de Sainte-Anne, Sainte-Anne Scheidsrechter: Pierre-Luc Lauzière (CAN) |
|                                 |                                                          |         |              |                                                                                                |

|                                 |                             |         |                      |                                                                                    |
| 10 september 2023 19:00 (UTC−4) | Saint Lucia                 | 2–0     | Saint Kitts en Nevis | Stadion: Daren Sammy Cricket Ground, Gros Islet Scheidsrechter: Moeth Gaymes (VIN) |
| 10 september 2023 19:00 (UTC−4) | President 49' Stanislas 75' | Verslag |                      | Stadion: Daren Sammy Cricket Ground, Gros Islet Scheidsrechter: Moeth Gaymes (VIN) |
| 10 september 2023 19:00 (UTC−4) |                             |         |                      | Stadion: Daren Sammy Cricket Ground, Gros Islet Scheidsrechter: Moeth Gaymes (VIN) |
| 10 september 2023 19:00 (UTC−4) |                             |         |                      | Stadion: Daren Sammy Cricket Ground, Gros Islet Scheidsrechter: Moeth Gaymes (VIN) |
|                                 |                             |         |                      |                                                                                    |

|                               |                          |         |                |                                                                                     |
| 12 oktober 2023 20:00 (UTC−4) | Saint Lucia              | 2–1     | Guadeloupe     | Stadion: Daren Sammy Cricket Ground, Gros Islet Scheidsrechter: Oshane Nation (JAM) |
| 12 oktober 2023 20:00 (UTC−4) | Elva 45' Mac Farlane 58' | Verslag | 29' Roussillon | Stadion: Daren Sammy Cricket Ground, Gros Islet Scheidsrechter: Oshane Nation (JAM) |
| 12 oktober 2023 20:00 (UTC−4) |                          |         |                | Stadion: Daren Sammy Cricket Ground, Gros Islet Scheidsrechter: Oshane Nation (JAM) |
| 12 oktober 2023 20:00 (UTC−4) |                          |         |                | Stadion: Daren Sammy Cricket Ground, Gros Islet Scheidsrechter: Oshane Nation (JAM) |
|                               |                          |         |                |                                                                                     |

|                               |                   |         |                        | |
| 12 oktober 2023 15:00 (UTC−4) | Sint Maarten      | 2–3     | Saint Kitts en Nevis   | Stadion: Raymond E. Guishard Technical Centre, The Valley (Anguilla) Scheidsrechter: Josué Ugalde (CRC) |
| 12 oktober 2023 15:00 (UTC−4) | Lake 19' Kort 79' | Verslag | 16', 48', 68' Williams | Stadion: Raymond E. Guishard Technical Centre, The Valley (Anguilla) Scheidsrechter: Josué Ugalde (CRC) |
| 12 oktober 2023 15:00 (UTC−4) |                   |         |                        | Stadion: Raymond E. Guishard Technical Centre, The Valley (Anguilla) Scheidsrechter: Josué Ugalde (CRC) |
| 12 oktober 2023 15:00 (UTC−4) |                   |         |                        | Stadion: Raymond E. Guishard Technical Centre, The Valley (Anguilla) Scheidsrechter: Josué Ugalde (CRC) |
|                               |                   |         |                        | |

|                               |                         |         |             |                                                                                            |
| 15 oktober 2023 15:30 (UTC−4) | Guadeloupe              | 2–0     | Saint Lucia | Stadion: Stade Municipal de Sainte-Anne, Sainte-Anne Scheidsrechter: Nicolas Wassouf (MTQ) |
| 15 oktober 2023 15:30 (UTC−4) | Plumain 52' (pen.), 71' | Verslag |             | Stadion: Stade Municipal de Sainte-Anne, Sainte-Anne Scheidsrechter: Nicolas Wassouf (MTQ) |
| 15 oktober 2023 15:30 (UTC−4) |                         |         |             | Stadion: Stade Municipal de Sainte-Anne, Sainte-Anne Scheidsrechter: Nicolas Wassouf (MTQ) |
| 15 oktober 2023 15:30 (UTC−4) |                         |         |             | Stadion: Stade Municipal de Sainte-Anne, Sainte-Anne Scheidsrechter: Nicolas Wassouf (MTQ) |
|                               |                         |         |             |                                                                                            |

|                               |                      |         |              |                                                                                  |
| 15 oktober 2023 19:00 (UTC−4) | Saint Kitts en Nevis | 0–1     | Sint Maarten | Stadion: SKNFA Technical Center, Basseterre Scheidsrechter: Yadel Martínez (CUB) |
| 15 oktober 2023 19:00 (UTC−4) |                      | Verslag | 32' Pata     | Stadion: SKNFA Technical Center, Basseterre Scheidsrechter: Yadel Martínez (CUB) |
| 15 oktober 2023 19:00 (UTC−4) |                      |         |              | Stadion: SKNFA Technical Center, Basseterre Scheidsrechter: Yadel Martínez (CUB) |
| 15 oktober 2023 19:00 (UTC−4) |                      |         |              | Stadion: SKNFA Technical Center, Basseterre Scheidsrechter: Yadel Martínez (CUB) |
|                               |                      |         |              |                                                                                  |

|                                |                      |     |             |                                                                               |
| 16 november 2023 19:00 (UTC−4) | Saint Kitts en Nevis | 0–0 | Saint Lucia | Stadion: SKNFA Technical Center, Basseterre Scheidsrechter: David Gómez (CRC) |
| 16 november 2023 19:00 (UTC−4) | Verslag              |     |             | Stadion: SKNFA Technical Center, Basseterre Scheidsrechter: David Gómez (CRC) |
| 16 november 2023 19:00 (UTC−4) |                      |     |             | Stadion: SKNFA Technical Center, Basseterre Scheidsrechter: David Gómez (CRC) |
| 16 november 2023 19:00 (UTC−4) |                      |     |             | Stadion: SKNFA Technical Center, Basseterre Scheidsrechter: David Gómez (CRC) |
|                                |                      |     |             |                                                                               |

|                                |              |         |                           |                                                                          |
| 16 november 2023 19:00 (UTC−4) | Sint Maarten | 0–2     | Guadeloupe                | Stadion: Wildey Turf, Wildey (Barbados) Scheidsrechter: Reon Radix (GRN) |
| 16 november 2023 19:00 (UTC−4) |              | Verslag | 65' Plumain 90+5' Phaeton | Stadion: Wildey Turf, Wildey (Barbados) Scheidsrechter: Reon Radix (GRN) |
| 16 november 2023 19:00 (UTC−4) |              |         |                           | Stadion: Wildey Turf, Wildey (Barbados) Scheidsrechter: Reon Radix (GRN) |
| 16 november 2023 19:00 (UTC−4) |              |         |                           | Stadion: Wildey Turf, Wildey (Barbados) Scheidsrechter: Reon Radix (GRN) |
|                                |              |         |                           |                                                                          |

|                                |                                                       |         |                      |                                                                                            |
| 19 november 2023 15:00 (UTC−4) | Guadeloupe                                            | 5–0     | Saint Kitts en Nevis | Stadion: Stade Municipal de Sainte-Anne, Sainte-Anne Scheidsrechter: Daniel Quintero (MEX) |
| 19 november 2023 15:00 (UTC−4) | Phaëton 19' Arconte 74', 90' Bevis 76' Roussillon 80' | Verslag |                      | Stadion: Stade Municipal de Sainte-Anne, Sainte-Anne Scheidsrechter: Daniel Quintero (MEX) |
| 19 november 2023 15:00 (UTC−4) |                                                       |         |                      | Stadion: Stade Municipal de Sainte-Anne, Sainte-Anne Scheidsrechter: Daniel Quintero (MEX) |
| 19 november 2023 15:00 (UTC−4) |                                                       |         |                      | Stadion: Stade Municipal de Sainte-Anne, Sainte-Anne Scheidsrechter: Daniel Quintero (MEX) |
|                                |                                                       |         |                      |                                                                                            |

|                                |             |         |                         |                                                                                   |
| 19 november 2023 15:00 (UTC−4) | Saint Lucia | 1–2     | Sint Maarten            | Stadion: Daren Sammy Cricket Ground, Gros Islet Scheidsrechter: Marco Ortiz (MEX) |
| 19 november 2023 15:00 (UTC−4) | Thomas 12'  | Verslag | 38' Amatkarijo 56' Lake | Stadion: Daren Sammy Cricket Ground, Gros Islet Scheidsrechter: Marco Ortiz (MEX) |
| 19 november 2023 15:00 (UTC−4) |             |         |                         | Stadion: Daren Sammy Cricket Ground, Gros Islet Scheidsrechter: Marco Ortiz (MEX) |
| 19 november 2023 15:00 (UTC−4) |             |         |                         | Stadion: Daren Sammy Cricket Ground, Gros Islet Scheidsrechter: Marco Ortiz (MEX) |
|                                |             |         |                         |                                                                                   |

#### Groep B
| Pos | Team                   | Wed | W | G | V | Ptn | DV | DT | +/− | Promotie of degradatie |     | Vlag van Nicaragua | Vlag van Dominicaanse Republiek | Vlag van Montserrat | Vlag van Barbados |
| --- | ---------------------- | --- | - | - | - | --- | -- | -- | --- | ---------------------- | --- | ------------------ | ------------------------------- | ------------------- | ----------------- |
| 1   | Nicaragua              | 6   | 5 | 1 | 0 | 16  | 17 | 1  | +16 | Divisie A              |     | —                  | 4–2                             | 3–0                 | 5–1               |
| 2   | Dominicaanse Republiek | 6   | 3 | 1 | 2 | 10  | 14 | 6  | +8  |                        |     | 0–2                | —                               | 3–0                 | 5–2               |
| 3   | Montserrat             | 6   | 3 | 0 | 3 | 9   | 9  | 14 | −5  |                        | 0–3 | 2–1                | —                               | 0–0                 |                   |
| 4   | Barbados               | 6   | 0 | 0 | 6 | 0   | 7  | 26 | −19 | Divisie C              |     | 0–4                | 0–5                             | 2–3                 | —                 |

|                                |                        |         |                                 |                                                                                                  |
| 8 september 2023 19:00 (UTC−4) | Dominicaanse Republiek | 0–2     | Nicaragua                       | Stadion: Estadio Olímpico Félix Sánchez, Santo Domingo Scheidsrechter: Patrick Senecharles (HAI) |
| 8 september 2023 19:00 (UTC−4) |                        | Verslag | 38' Moldskred Belli 41' Acevedo | Stadion: Estadio Olímpico Félix Sánchez, Santo Domingo Scheidsrechter: Patrick Senecharles (HAI) |
| 8 september 2023 19:00 (UTC−4) |                        |         |                                 | Stadion: Estadio Olímpico Félix Sánchez, Santo Domingo Scheidsrechter: Patrick Senecharles (HAI) |
| 8 september 2023 19:00 (UTC−4) |                        |         |                                 | Stadion: Estadio Olímpico Félix Sánchez, Santo Domingo Scheidsrechter: Patrick Senecharles (HAI) |
|                                |                        |         |                                 |                                                                                                  |

|                                |                    |         |                              |                                                                         |
| 8 september 2023 19:00 (UTC−4) | Barbados           | 2–3     | Montserrat                   | Stadion: Wildey Turf, Bridgetown Scheidsrechter: Ken Pennyfeather (ANT) |
| 8 september 2023 19:00 (UTC−4) | Downey 8' Gale 26' | Verslag | 6', 90+8' Taylor 81' Clifton | Stadion: Wildey Turf, Bridgetown Scheidsrechter: Ken Pennyfeather (ANT) |
| 8 september 2023 19:00 (UTC−4) |                    |         |                              | Stadion: Wildey Turf, Bridgetown Scheidsrechter: Ken Pennyfeather (ANT) |
| 8 september 2023 19:00 (UTC−4) |                    |         |                              | Stadion: Wildey Turf, Bridgetown Scheidsrechter: Ken Pennyfeather (ANT) |
|                                |                    |         |                              |                                                                         |

|                                 |                                   |         |            |                                                                             |
| 11 september 2023 19:00 (UTC−4) | Dominicaanse Republiek            | 3–0     | Montserrat | Stadion: Blakes Estatestadion, Look Out Scheidsrechter: Oshane Nation (JAM) |
| 11 september 2023 19:00 (UTC−4) | Dorsett 3' (e.d.) Romero 25', 64' | Verslag |            | Stadion: Blakes Estatestadion, Look Out Scheidsrechter: Oshane Nation (JAM) |
| 11 september 2023 19:00 (UTC−4) |                                   |         |            | Stadion: Blakes Estatestadion, Look Out Scheidsrechter: Oshane Nation (JAM) |
| 11 september 2023 19:00 (UTC−4) |                                   |         |            | Stadion: Blakes Estatestadion, Look Out Scheidsrechter: Oshane Nation (JAM) |
|                                 |                                   |         |            |                                                                             |

|                                 |                                                  |         |          |                                                                      |
| 11 september 2023 20:00 (UTC−6) | Nicaragua                                        | 5–1     | Barbados | Stadion: Estadio Nacional, Managua Scheidsrechter: Bryan López (GUA) |
| 11 september 2023 20:00 (UTC−6) | Smith 11' Pérez 40' Moreno 45+1', 76' Montes 69' | Verslag | 89' Gale | Stadion: Estadio Nacional, Managua Scheidsrechter: Bryan López (GUA) |
| 11 september 2023 20:00 (UTC−6) |                                                  |         |          | Stadion: Estadio Nacional, Managua Scheidsrechter: Bryan López (GUA) |
| 11 september 2023 20:00 (UTC−6) |                                                  |         |          | Stadion: Estadio Nacional, Managua Scheidsrechter: Bryan López (GUA) |
|                                 |                                                  |         |          |                                                                      |

|                               |            |         |                                  |                                                                    |
| 13 oktober 2023 15:00 (UTC−4) | Montserrat | 0–3     | Nicaragua                        | Stadion: Wildey Turf, Bridgetown Scheidsrechter: Jorge Leira (PAN) |
| 13 oktober 2023 15:00 (UTC−4) |            | Verslag | Pérez 5' Medina 72' Montes 90+4' | Stadion: Wildey Turf, Bridgetown Scheidsrechter: Jorge Leira (PAN) |
| 13 oktober 2023 15:00 (UTC−4) |            |         |                                  | Stadion: Wildey Turf, Bridgetown Scheidsrechter: Jorge Leira (PAN) |
| 13 oktober 2023 15:00 (UTC−4) |            |         |                                  | Stadion: Wildey Turf, Bridgetown Scheidsrechter: Jorge Leira (PAN) |
|                               |            |         |                                  |                                                                    |

|                               |          |         |                                                               |                                                                        |
| 13 oktober 2023 20:00 (UTC−4) | Barbados | 0–5     | Dominicaanse Republiek                                        | Stadion: Wildey Turf, Bridgetown Scheidsrechter: Benjamin Whitty (CAY) |
| 13 oktober 2023 20:00 (UTC−4) |          | Verslag | 7' Romero 21' Reyes 45' (e.d.) Griffith 57' Mörschel 88' Alba | Stadion: Wildey Turf, Bridgetown Scheidsrechter: Benjamin Whitty (CAY) |
| 13 oktober 2023 20:00 (UTC−4) |          |         |                                                               | Stadion: Wildey Turf, Bridgetown Scheidsrechter: Benjamin Whitty (CAY) |
| 13 oktober 2023 20:00 (UTC−4) |          |         |                                                               | Stadion: Wildey Turf, Bridgetown Scheidsrechter: Benjamin Whitty (CAY) |
|                               |          |         |                                                               |                                                                        |

|                               |                                           |         |            |                                                                          |
| 16 oktober 2023 22:00 (UTC−6) | Nicaragua                                 | 3–0     | Montserrat | Stadion: Estadio Nacional, Managua Scheidsrechter: José Valladares (HON) |
| 16 oktober 2023 22:00 (UTC−6) | Pérez 38' Coronel 43' Moldskred Belli 48' | Verslag |            | Stadion: Estadio Nacional, Managua Scheidsrechter: José Valladares (HON) |
| 16 oktober 2023 22:00 (UTC−6) |                                           |         |            | Stadion: Estadio Nacional, Managua Scheidsrechter: José Valladares (HON) |
| 16 oktober 2023 22:00 (UTC−6) |                                           |         |            | Stadion: Estadio Nacional, Managua Scheidsrechter: José Valladares (HON) |
|                               |                                           |         |            |                                                                          |

|                               |                                            |         |                             |                                                                                          |
| 16 oktober 2023 22:00 (UTC−4) | Dominicaanse Republiek                     | 5–2     | Barbados                    | Stadion: Estadio Cibao FC, Santiago de los Caballeros Scheidsrechter: Nima Saghafi (USA) |
| 16 oktober 2023 22:00 (UTC−4) | Alba 17' Romero 30', 48', 79' Mörschel 59' | Verslag | 10' (pen.), 66' (pen.) Gale | Stadion: Estadio Cibao FC, Santiago de los Caballeros Scheidsrechter: Nima Saghafi (USA) |
| 16 oktober 2023 22:00 (UTC−4) |                                            |         |                             | Stadion: Estadio Cibao FC, Santiago de los Caballeros Scheidsrechter: Nima Saghafi (USA) |
| 16 oktober 2023 22:00 (UTC−4) |                                            |         |                             | Stadion: Estadio Cibao FC, Santiago de los Caballeros Scheidsrechter: Nima Saghafi (USA) |
|                               |                                            |         |                             |                                                                                          |

|                                |                                           |         |            |                                                                              |
| 17 november 2023 15:00 (UTC−4) | Dominicaanse Republiek                    | 2–1     | Montserrat | Stadion: Blakes Estatestadion, Look Out Scheidsrechter: Yadel Martínez (CUB) |
| 17 november 2023 15:00 (UTC−4) | Brandon Barzey 37' Kaleem Strawbridge 57' | Verslag | 75' Reyes  | Stadion: Blakes Estatestadion, Look Out Scheidsrechter: Yadel Martínez (CUB) |
| 17 november 2023 15:00 (UTC−4) |                                           |         |            | Stadion: Blakes Estatestadion, Look Out Scheidsrechter: Yadel Martínez (CUB) |
| 17 november 2023 15:00 (UTC−4) |                                           |         |            | Stadion: Blakes Estatestadion, Look Out Scheidsrechter: Yadel Martínez (CUB) |
|                                |                                           |         |            |                                                                              |

|                                |          |         |                                                  |                                                                               |
| 17 november 2023 19:00 (UTC−4) | Barbados | 0–4     | Nicaragua                                        | Stadion: Blakes Estatestadion, Look Out Scheidsrechter: Kwinsi Williams (TRI) |
| 17 november 2023 19:00 (UTC−4) |          | Verslag | 22' Arteaga 43' Rodríguez 55' Coronel 59' Montes | Stadion: Blakes Estatestadion, Look Out Scheidsrechter: Kwinsi Williams (TRI) |
| 17 november 2023 19:00 (UTC−4) |          |         |                                                  | Stadion: Blakes Estatestadion, Look Out Scheidsrechter: Kwinsi Williams (TRI) |
| 17 november 2023 19:00 (UTC−4) |          |         |                                                  | Stadion: Blakes Estatestadion, Look Out Scheidsrechter: Kwinsi Williams (TRI) |
|                                |          |         |                                                  |                                                                               |

|                                |           |     |                        |                                                                         |
| 20 november 2023 21:00 (UTC−6) | Nicaragua | 0–0 | Dominicaanse Republiek | Stadion: Estadio Nacional, Managua Scheidsrechter: gnacio Fuentes (GUA) |
| 20 november 2023 21:00 (UTC−6) | Verslag   |     |                        | Stadion: Estadio Nacional, Managua Scheidsrechter: gnacio Fuentes (GUA) |
| 20 november 2023 21:00 (UTC−6) |           |     |                        | Stadion: Estadio Nacional, Managua Scheidsrechter: gnacio Fuentes (GUA) |
| 20 november 2023 21:00 (UTC−6) |           |     |                        | Stadion: Estadio Nacional, Managua Scheidsrechter: gnacio Fuentes (GUA) |
|                                |           |     |                        |                                                                         |

|                                |                                              |         |                       |                                                                            |
| 20 november 2023 15:00 (UTC−4) | Montserrat                                   | 4–2     | Barbados              | Stadion: Blakes Estatestadion, Look Out Scheidsrechter: Moeth Gaymes (VIN) |
| 20 november 2023 15:00 (UTC−4) | Barzey 33' Dyer 35' Daniels 62' Richmond 88' | Verslag | 47' Jules 90+4' James | Stadion: Blakes Estatestadion, Look Out Scheidsrechter: Moeth Gaymes (VIN) |
| 20 november 2023 15:00 (UTC−4) |                                              |         |                       | Stadion: Blakes Estatestadion, Look Out Scheidsrechter: Moeth Gaymes (VIN) |
| 20 november 2023 15:00 (UTC−4) |                                              |         |                       | Stadion: Blakes Estatestadion, Look Out Scheidsrechter: Moeth Gaymes (VIN) |
|                                |                                              |         |                       |                                                                            |

#### Groep C
| Pos | Team                           | Wed | W | G | V | Ptn | DV | DT | +/− | Promotie of degradatie |     | Vlag van Frans-Guyana | Vlag van Saint Vincent en de Grenadines | Vlag van Bermuda | Vlag van Belize |
| --- | ------------------------------ | --- | - | - | - | --- | -- | -- | --- | ---------------------- | --- | --------------------- | --------------------------------------- | ---------------- | --------------- |
| 1   | Frans-Guyana                   | 6   | 3 | 1 | 2 | 10  | 10 | 6  | +4  | Divisie A              |     | —                     | 3–2                                     | 3–0              | 0–2             |
| 2   | Saint Vincent en de Grenadines | 6   | 3 | 0 | 3 | 9   | 13 | 14 | −1  |                        |     | 1–4                   | —                                       | 4–3              | 3–0             |
| 3   | Bermuda                        | 6   | 2 | 2 | 2 | 8   | 8  | 9  | −1  |                        | 0–0 | 3–1                   | —                                       | 1–1              |                 |
| 4   | Belize                         | 6   | 2 | 1 | 3 | 7   | 5  | 7  | −2  | Divisie C              |     | 1–0                   | 1–2                                     | 0–1              | —               |

|                                |         |     |              | |
| 8 september 2023 16:00 (UTC−4) | Bermuda | 0–0 | Frans-Guyana | Stadion: Dame Flora Duffy Nationaal Sportcenter, Devonshire Scheidsrechter: Jefferson Escobar (HON) |
| 8 september 2023 16:00 (UTC−4) | Verslag |     |              | Stadion: Dame Flora Duffy Nationaal Sportcenter, Devonshire Scheidsrechter: Jefferson Escobar (HON) |
| 8 september 2023 16:00 (UTC−4) |         |     |              | Stadion: Dame Flora Duffy Nationaal Sportcenter, Devonshire Scheidsrechter: Jefferson Escobar (HON) |
| 8 september 2023 16:00 (UTC−4) |         |     |              | Stadion: Dame Flora Duffy Nationaal Sportcenter, Devonshire Scheidsrechter: Jefferson Escobar (HON) |
|                                |         |     |              | |

|                                |            |         |                                  |                                                                   |
| 8 september 2023 20:00 (UTC−6) | Belize     | 1–2     | Saint Vincent en de Grenadines   | Stadion: FFB Field, Belmopan Scheidsrechter: Oliver Vergara (PAN) |
| 8 september 2023 20:00 (UTC−6) | Mensah 18' | Verslag | 51' Simmons 79' (e.d.) Bernárdez | Stadion: FFB Field, Belmopan Scheidsrechter: Oliver Vergara (PAN) |
| 8 september 2023 20:00 (UTC−6) |            |         |                                  | Stadion: FFB Field, Belmopan Scheidsrechter: Oliver Vergara (PAN) |
| 8 september 2023 20:00 (UTC−6) |            |         |                                  | Stadion: FFB Field, Belmopan Scheidsrechter: Oliver Vergara (PAN) |
|                                |            |         |                                  |                                                                   |

|                                 |                                         |         |                                     |                                                                              |
| 12 september 2023 15:30 (UTC−4) | Saint Vincent en de Grenadines          | 4–3     | Bermuda                             | Stadion: Arnos Valestadion, Kingstown Scheidsrechter: Joseph Dickerson (USA) |
| 12 september 2023 15:30 (UTC−4) | Anderson 40', 42', 45+2' Sutherland 63' | Verslag | 21' Bean 69' Coddington 74' Simmons | Stadion: Arnos Valestadion, Kingstown Scheidsrechter: Joseph Dickerson (USA) |
| 12 september 2023 15:30 (UTC−4) |                                         |         |                                     | Stadion: Arnos Valestadion, Kingstown Scheidsrechter: Joseph Dickerson (USA) |
| 12 september 2023 15:30 (UTC−4) |                                         |         |                                     | Stadion: Arnos Valestadion, Kingstown Scheidsrechter: Joseph Dickerson (USA) |
|                                 |                                         |         |                                     |                                                                              |

|                                 |              |         |                          |                                                                                               |
| 12 september 2023 16:30 (UTC−3) | Frans-Guyana | 0–2     | Belize                   | Stadion: Stade Municipal Dr. Edmard Lama, Rémire-Montjoly Scheidsrechter: Hakeem Harvey (SKN) |
| 12 september 2023 16:30 (UTC−3) |              | Verslag | 64' Polanco 68' Cappello | Stadion: Stade Municipal Dr. Edmard Lama, Rémire-Montjoly Scheidsrechter: Hakeem Harvey (SKN) |
| 12 september 2023 16:30 (UTC−3) |              |         |                          | Stadion: Stade Municipal Dr. Edmard Lama, Rémire-Montjoly Scheidsrechter: Hakeem Harvey (SKN) |
| 12 september 2023 16:30 (UTC−3) |              |         |                          | Stadion: Stade Municipal Dr. Edmard Lama, Rémire-Montjoly Scheidsrechter: Hakeem Harvey (SKN) |
|                                 |              |         |                          |                                                                                               |

|                               |                                |         |                                                    |                                                                                |
| 13 oktober 2023 15:30 (UTC−4) | Saint Vincent en de Grenadines | 1–4     | Frans-Guyana                                       | Toeschouwers: Arnos Valestadion, Kingstown Scheidsrechter: Steffon Dewar (JAM) |
| 13 oktober 2023 15:30 (UTC−4) | Sutherland 31'                 | Verslag | 7' Némouthé 11' (pen.) Abelinti 42' Baal 81' Haabo | Toeschouwers: Arnos Valestadion, Kingstown Scheidsrechter: Steffon Dewar (JAM) |
| 13 oktober 2023 15:30 (UTC−4) |                                |         |                                                    | Toeschouwers: Arnos Valestadion, Kingstown Scheidsrechter: Steffon Dewar (JAM) |
| 13 oktober 2023 15:30 (UTC−4) |                                |         |                                                    | Toeschouwers: Arnos Valestadion, Kingstown Scheidsrechter: Steffon Dewar (JAM) |
|                               |                                |         |                                                    |                                                                                |

|                               |        |         |              |                                                                          |
| 13 oktober 2023 20:00 (UTC−6) | Belize | 0–1     | Bermuda      | Stadion: FFB Field, Belmopan Scheidsrechter: Juan Gabriel Calderón (CRC) |
| 13 oktober 2023 20:00 (UTC−6) |        | Verslag | 18' Crichlow | Stadion: FFB Field, Belmopan Scheidsrechter: Juan Gabriel Calderón (CRC) |
| 13 oktober 2023 20:00 (UTC−6) |        |         |              | Stadion: FFB Field, Belmopan Scheidsrechter: Juan Gabriel Calderón (CRC) |
| 13 oktober 2023 20:00 (UTC−6) |        |         |              | Stadion: FFB Field, Belmopan Scheidsrechter: Juan Gabriel Calderón (CRC) |
|                               |        |         |              |                                                                          |

|                               |                                          |         |                                | |
| 17 oktober 2023 19:00 (UTC−5) | Frans-Guyana                             | 3–2     | Saint Vincent en de Grenadines | Stadion: Stade Pierre-Aliker, Fort-de-France (Martinique) Scheidsrechter: Pierre-Luc Lauzière (CAN) |
| 17 oktober 2023 19:00 (UTC−5) | Némouthé 9' (pen.) Gaubert 44' Haabo 76' | Verslag | 16', 73' Stewart               | Stadion: Stade Pierre-Aliker, Fort-de-France (Martinique) Scheidsrechter: Pierre-Luc Lauzière (CAN) |
| 17 oktober 2023 19:00 (UTC−5) |                                          |         |                                | Stadion: Stade Pierre-Aliker, Fort-de-France (Martinique) Scheidsrechter: Pierre-Luc Lauzière (CAN) |
| 17 oktober 2023 19:00 (UTC−5) |                                          |         |                                | Stadion: Stade Pierre-Aliker, Fort-de-France (Martinique) Scheidsrechter: Pierre-Luc Lauzière (CAN) |
|                               |                                          |         |                                | |

|                               |              |         |                   |                                                                                               |
| 17 oktober 2023 19:30 (UTC−3) | Bermuda      | 1–1     | Belize            | Stadion: Dame Flora Duffy Nationaal Sportcenter, Devonshire Scheidsrechter: David Gómez (CRC) |
| 17 oktober 2023 19:30 (UTC−3) | Crichlow 37' | Verslag | 75' (pen.) Reneau | Stadion: Dame Flora Duffy Nationaal Sportcenter, Devonshire Scheidsrechter: David Gómez (CRC) |
| 17 oktober 2023 19:30 (UTC−3) |              |         |                   | Stadion: Dame Flora Duffy Nationaal Sportcenter, Devonshire Scheidsrechter: David Gómez (CRC) |
| 17 oktober 2023 19:30 (UTC−3) |              |         |                   | Stadion: Dame Flora Duffy Nationaal Sportcenter, Devonshire Scheidsrechter: David Gómez (CRC) |
|                               |              |         |                   |                                                                                               |

|                                |                                    |         |                                |                                                                                                 |
| 17 november 2023 18:30 (UTC−4) | Bermuda                            | 3–1     | Saint Vincent en de Grenadines | Stadion: Dame Flora Duffy Nationaal Sportcenter, Devonshire Scheidsrechter: Jaime Herrera (SLV) |
| 17 november 2023 18:30 (UTC−4) | Tucker 6' Crichlow 44' Parfitt 50' | Verslag | 34' McBurnette                 | Stadion: Dame Flora Duffy Nationaal Sportcenter, Devonshire Scheidsrechter: Jaime Herrera (SLV) |
| 17 november 2023 18:30 (UTC−4) |                                    |         |                                | Stadion: Dame Flora Duffy Nationaal Sportcenter, Devonshire Scheidsrechter: Jaime Herrera (SLV) |
| 17 november 2023 18:30 (UTC−4) |                                    |         |                                | Stadion: Dame Flora Duffy Nationaal Sportcenter, Devonshire Scheidsrechter: Jaime Herrera (SLV) |
|                                |                                    |         |                                |                                                                                                 |

|                                |                       |         |              |                                                                      |
| 17 november 2023 20:00 (UTC−6) | Belize                | 1–0     | Frans-Guyana | Stadion: FFB Field, Belmopan Scheidsrechter: Jefferson Escobar (HON) |
| 17 november 2023 20:00 (UTC−6) | Eugene Martinez 90+6' | Verslag |              | Stadion: FFB Field, Belmopan Scheidsrechter: Jefferson Escobar (HON) |
| 17 november 2023 20:00 (UTC−6) |                       |         |              | Stadion: FFB Field, Belmopan Scheidsrechter: Jefferson Escobar (HON) |
| 17 november 2023 20:00 (UTC−6) |                       |         |              | Stadion: FFB Field, Belmopan Scheidsrechter: Jefferson Escobar (HON) |
|                                |                       |         |              |                                                                      |

|                                |                                        |         |         |                                                                                             |
| 21 november 2023 15:00 (UTC−4) | Frans-Guyana                           | 3–0     | Bermuda | Stadion: Stade Pierre-Aliker, Fort-de-France (Martinique) Scheidsrechter: José Torres (PUR) |
| 21 november 2023 15:00 (UTC−4) | Ajaiso 29' Lo. Baal 49' Sarrucco 90+4' | Verslag |         | Stadion: Stade Pierre-Aliker, Fort-de-France (Martinique) Scheidsrechter: José Torres (PUR) |
| 21 november 2023 15:00 (UTC−4) |                                        |         |         | Stadion: Stade Pierre-Aliker, Fort-de-France (Martinique) Scheidsrechter: José Torres (PUR) |
| 21 november 2023 15:00 (UTC−4) |                                        |         |         | Stadion: Stade Pierre-Aliker, Fort-de-France (Martinique) Scheidsrechter: José Torres (PUR) |
|                                |                                        |         |         |                                                                                             |

|                                |                                 |         |        |                                                                                          |
| 21 november 2023 15:00 (UTC−4) | Saint Vincent en de Grenadines  | 3–0     | Belize | Stadion: Kirani James Atletiekstadion, Saint George's Scheidsrechter: Kimbell Ward (SKN) |
| 21 november 2023 15:00 (UTC−4) | Spring 3' Edwards 84' Velox 85' | Verslag |        | Stadion: Kirani James Atletiekstadion, Saint George's Scheidsrechter: Kimbell Ward (SKN) |
| 21 november 2023 15:00 (UTC−4) |                                 |         |        | Stadion: Kirani James Atletiekstadion, Saint George's Scheidsrechter: Kimbell Ward (SKN) |
| 21 november 2023 15:00 (UTC−4) |                                 |         |        | Stadion: Kirani James Atletiekstadion, Saint George's Scheidsrechter: Kimbell Ward (SKN) |
|                                |                                 |         |        |                                                                                          |

#### Groep D
| Pos | Team               | Wed | W | G | V | Ptn | DV | DT | +/− | Promotie of degradatie |     | Vlag van Guyana | Vlag van Puerto Rico | Vlag van Antigua en Barbuda | Vlag van Bahama's |
| --- | ------------------ | --- | - | - | - | --- | -- | -- | --- | ---------------------- | --- | --------------- | -------------------- | --------------------------- | ----------------- |
| 1   | Guyana             | 5   | 5 | 0 | 0 | 15  | 20 | 5  | +15 | Divisie A              |     | —               | 3–1                  | 6–0                         | 3–2               |
| 2   | Puerto Rico        | 6   | 4 | 0 | 2 | 12  | 22 | 10 | +12 |                        |     | 3–1             | —                    | 5–0                         | 6–1               |
| 3   | Antigua en Barbuda | 6   | 1 | 1 | 4 | 4   | 9  | 22 | −13 |                        | 1–5 | 2–3             | —                    | 2–2                         |                   |
| 4   | Bahama's           | 5   | 0 | 1 | 4 | 1   | 7  | 21 | −14 | Divisie C              |     | X               | 1–6                  | 1–4                         | —                 |

|                                |                    |         |                                                | |
| 9 september 2023 15:30 (UTC−4) | Antigua en Barbuda | 1–5     | Guyana                                         | Stadion: Sir Vivian Richards Stadium, Saint John's (Antigua en Barbuda) Scheidsrechter: Mario Escobar (GUA) |
| 9 september 2023 15:30 (UTC−4) | Deterville 45'     | Verslag | 14', 29' (pen.), 87' Glasgow 33', 62' Benjamin | Stadion: Sir Vivian Richards Stadium, Saint John's (Antigua en Barbuda) Scheidsrechter: Mario Escobar (GUA) |
| 9 september 2023 15:30 (UTC−4) |                    |         |                                                | Stadion: Sir Vivian Richards Stadium, Saint John's (Antigua en Barbuda) Scheidsrechter: Mario Escobar (GUA) |
| 9 september 2023 15:30 (UTC−4) |                    |         |                                                | Stadion: Sir Vivian Richards Stadium, Saint John's (Antigua en Barbuda) Scheidsrechter: Mario Escobar (GUA) |
|                                |                    |         |                                                | |

|                                |           |         |                                                   |                                                                          |
| 9 september 2023 18:00 (UTC−4) | Bahama's  | 1–6     | Puerto Rico                                       | Stadion: Thomas Robinsonstadion, Nassau Scheidsrechter: Julio Luna (GUA) |
| 9 september 2023 18:00 (UTC−4) | Julmis 2' | Verslag | 6', 89' Díaz 14' Rivera 35', 86' Burgos 42' Sulia | Stadion: Thomas Robinsonstadion, Nassau Scheidsrechter: Julio Luna (GUA) |
| 9 september 2023 18:00 (UTC−4) |           |         |                                                   | Stadion: Thomas Robinsonstadion, Nassau Scheidsrechter: Julio Luna (GUA) |
| 9 september 2023 18:00 (UTC−4) |           |         |                                                   | Stadion: Thomas Robinsonstadion, Nassau Scheidsrechter: Julio Luna (GUA) |
|                                |           |         |                                                   |                                                                          |

|                                 |                                           |         |                               |                                                                                          |
| 12 september 2023 18:00 (UTC−4) | Guyana                                    | 3–2     | Bahama's                      | Stadion: Synthetic Track and Field Facility, Leonora Scheidsrechter: Shekiel Jokil (SUR) |
| 12 september 2023 18:00 (UTC−4) | Glasgow 44' Duke-McKenna 54' Benjamin 58' | Verslag | 39' (pen.), 86' (pen.) Julmis | Stadion: Synthetic Track and Field Facility, Leonora Scheidsrechter: Shekiel Jokil (SUR) |
| 12 september 2023 18:00 (UTC−4) |                                           |         |                               | Stadion: Synthetic Track and Field Facility, Leonora Scheidsrechter: Shekiel Jokil (SUR) |
| 12 september 2023 18:00 (UTC−4) |                                           |         |                               | Stadion: Synthetic Track and Field Facility, Leonora Scheidsrechter: Shekiel Jokil (SUR) |
|                                 |                                           |         |                               |                                                                                          |

|                                 |                                           |         |                    |                                                                                           |
| 12 september 2023 19:00 (UTC−4) | Puerto Rico                               | 5–0     | Antigua en Barbuda | Stadion: Thomas Robinsonstadion, Nassau (Bahama's) Scheidsrechter: Melvin Matamoros (HON) |
| 12 september 2023 19:00 (UTC−4) | Díaz 15', 46', 90' Rivera 39' (pen.), 43' | Verslag |                    | Stadion: Thomas Robinsonstadion, Nassau (Bahama's) Scheidsrechter: Melvin Matamoros (HON) |
| 12 september 2023 19:00 (UTC−4) |                                           |         |                    | Stadion: Thomas Robinsonstadion, Nassau (Bahama's) Scheidsrechter: Melvin Matamoros (HON) |
| 12 september 2023 19:00 (UTC−4) |                                           |         |                    | Stadion: Thomas Robinsonstadion, Nassau (Bahama's) Scheidsrechter: Melvin Matamoros (HON) |
|                                 |                                           |         |                    |                                                                                           |

|                               |               |         |                                           | |
| 14 oktober 2023 15:00 (UTC−4) | Puerto Rico   | 3–1     | Guyana                                    | Stadion: SKNFA Technical Center, Basseterre (Saint Kitts en Nevis) Scheidsrechter: Ismael Cornejo (SLV) |
| 14 oktober 2023 15:00 (UTC−4) | Antonetti 11' | Verslag | 60' (pen.) Glasgow 63' Benjamin 85' Moore | Stadion: SKNFA Technical Center, Basseterre (Saint Kitts en Nevis) Scheidsrechter: Ismael Cornejo (SLV) |
| 14 oktober 2023 15:00 (UTC−4) |               |         |                                           | Stadion: SKNFA Technical Center, Basseterre (Saint Kitts en Nevis) Scheidsrechter: Ismael Cornejo (SLV) |
| 14 oktober 2023 15:00 (UTC−4) |               |         |                                           | Stadion: SKNFA Technical Center, Basseterre (Saint Kitts en Nevis) Scheidsrechter: Ismael Cornejo (SLV) |
|                               |               |         |                                           | |

|                               |            |         |                                                |                                                                            |
| 14 oktober 2023 18:00 (UTC−4) | Bahama's   | 1–4     | Antigua en Barbuda                             | Stadion: Thomas Robinsonstadion, Nassau Scheidsrechter: Sergio Reyna (GUA) |
| 14 oktober 2023 18:00 (UTC−4) | Julmis 62' | Verslag | 3', 9' Stevens 43' Bramble 77' (pen.) Griffith | Stadion: Thomas Robinsonstadion, Nassau Scheidsrechter: Sergio Reyna (GUA) |
| 14 oktober 2023 18:00 (UTC−4) |            |         |                                                | Stadion: Thomas Robinsonstadion, Nassau Scheidsrechter: Sergio Reyna (GUA) |
| 14 oktober 2023 18:00 (UTC−4) |            |         |                                                | Stadion: Thomas Robinsonstadion, Nassau Scheidsrechter: Sergio Reyna (GUA) |
|                               |            |         |                                                |                                                                            |

|                               |                                        |         |             | |
| 17 oktober 2023 16:00 (UTC−4) | Guyana                                 | 3–1     | Puerto Rico | Stadion: SKNFA Technical Center, Basseterre (Saint Kitts en Nevis) Scheidsrechter: Sergio Rozenhout (SUR) |
| 17 oktober 2023 16:00 (UTC−4) | Moriah-Welsh 48' Moore 76' Glasgow 85' | Verslag | 41' Díaz    | Stadion: SKNFA Technical Center, Basseterre (Saint Kitts en Nevis) Scheidsrechter: Sergio Rozenhout (SUR) |
| 17 oktober 2023 16:00 (UTC−4) |                                        |         |             | Stadion: SKNFA Technical Center, Basseterre (Saint Kitts en Nevis) Scheidsrechter: Sergio Rozenhout (SUR) |
| 17 oktober 2023 16:00 (UTC−4) |                                        |         |             | Stadion: SKNFA Technical Center, Basseterre (Saint Kitts en Nevis) Scheidsrechter: Sergio Rozenhout (SUR) |
|                               |                                        |         |             | |

|                               |                        |         |                      |                                                                           |
| 17 oktober 2023 15:40 (UTC−4) | Antigua en Barbuda     | 2–2     | Bahama's             | Stadion: ABFA Technical Center, Piggotts Scheidsrechter: Reon Radix (GRN) |
| 17 oktober 2023 15:40 (UTC−4) | Parker 54' Bramble 59' | Verslag | 5' Wells 82' Johnson | Stadion: ABFA Technical Center, Piggotts Scheidsrechter: Reon Radix (GRN) |
| 17 oktober 2023 15:40 (UTC−4) |                        |         |                      | Stadion: ABFA Technical Center, Piggotts Scheidsrechter: Reon Radix (GRN) |
| 17 oktober 2023 15:40 (UTC−4) |                        |         |                      | Stadion: ABFA Technical Center, Piggotts Scheidsrechter: Reon Radix (GRN) |
|                               |                        |         |                      |                                                                           |

|                                |                            |         |                            |                                                                                |
| 18 november 2023 15:00 (UTC−4) | Antigua en Barbuda         | 2–3     | Puerto Rico                | Stadion: ABFA Technical Center, Piggotts Scheidsrechter: Benjamin Whitty (CAY) |
| 18 november 2023 15:00 (UTC−4) | Pereira 52' Deterville 54' | Verslag | 7', 58' W. Rivera 33' Ríos | Stadion: ABFA Technical Center, Piggotts Scheidsrechter: Benjamin Whitty (CAY) |
| 18 november 2023 15:00 (UTC−4) |                            |         |                            | Stadion: ABFA Technical Center, Piggotts Scheidsrechter: Benjamin Whitty (CAY) |
| 18 november 2023 15:00 (UTC−4) |                            |         |                            | Stadion: ABFA Technical Center, Piggotts Scheidsrechter: Benjamin Whitty (CAY) |
|                                |                            |         |                            |                                                                                |

|          |          |   |        |                                                                                 |
| Afgelast | Bahama's | X | Guyana | Stadion: Estadio Olímpico Félix Sánchez, Santo Domingo (Dominicaanse Republiek) |
| Afgelast | Verslag  |   |        | Stadion: Estadio Olímpico Félix Sánchez, Santo Domingo (Dominicaanse Republiek) |
| Afgelast |          |   |        | Stadion: Estadio Olímpico Félix Sánchez, Santo Domingo (Dominicaanse Republiek) |
| Afgelast |          |   |        | Stadion: Estadio Olímpico Félix Sánchez, Santo Domingo (Dominicaanse Republiek) |
|          |          |   |        |                                                                                 |

|                                |                                                                                |         |                    | |
| 21 november 2023 20:00 (UTC−4) | Guyana                                                                         | 6–0     | Antigua en Barbuda | Stadion: Estadio Olímpico Félix Sánchez, Santo Domingo (Dominicaanse Republiek) Scheidsrechter: Sergio Rozenhout (SUR) |
| 21 november 2023 20:00 (UTC−4) | Benjamin 7' Glasgow 36' Moriah-Welsh 45' De Rosario 67' Lovell 90' Moore 90+3' | Verslag |                    | Stadion: Estadio Olímpico Félix Sánchez, Santo Domingo (Dominicaanse Republiek) Scheidsrechter: Sergio Rozenhout (SUR) |
| 21 november 2023 20:00 (UTC−4) |                                                                                |         |                    | Stadion: Estadio Olímpico Félix Sánchez, Santo Domingo (Dominicaanse Republiek) Scheidsrechter: Sergio Rozenhout (SUR) |
| 21 november 2023 20:00 (UTC−4) |                                                                                |         |                    | Stadion: Estadio Olímpico Félix Sánchez, Santo Domingo (Dominicaanse Republiek) Scheidsrechter: Sergio Rozenhout (SUR) |
|                                |                                                                                |         |                    | |

|                                |                                                              |         |            |                                                                                   |
| 21 november 2023 20:00 (UTC−4) | Puerto Rico                                                  | 6–1     | Bahama's   | Stadion: Estadio Juan Ramón Loubriel, Bayamón Scheidsrechter: Steffon Dewar (JAM) |
| 21 november 2023 20:00 (UTC−4) | R. Rivera 2', 6', 19' Ríos 39' Díaz 74' W. Rivera 77' (pen.) | Verslag | 53' Joseph | Stadion: Estadio Juan Ramón Loubriel, Bayamón Scheidsrechter: Steffon Dewar (JAM) |
| 21 november 2023 20:00 (UTC−4) |                                                              |         |            | Stadion: Estadio Juan Ramón Loubriel, Bayamón Scheidsrechter: Steffon Dewar (JAM) |
| 21 november 2023 20:00 (UTC−4) |                                                              |         |            | Stadion: Estadio Juan Ramón Loubriel, Bayamón Scheidsrechter: Steffon Dewar (JAM) |
|                                |                                                              |         |            |                                                                                   |

### Divisie C

#### Groep A
| Pos | Team         | Wed | W | G | V | Ptn | DV | DT | +/− | Promotie              |  | Vlag van Sint-Maarten | Vlag van Bonaire | Vlag van Anguilla |
| --- | ------------ | --- | - | - | - | --- | -- | -- | --- | --------------------- |  | --------------------- | ---------------- | ----------------- |
| 1   | Sint-Maarten | 4   | 4 | 0 | 0 | 12  | 20 | 1  | +19 | Divisie B             |  | —                     | 2–1              | 8–0               |
| 2   | Bonaire      | 4   | 2 | 0 | 2 | 6   | 6  | 6  | 0   | Divisie B (nummers 2) |  | 0–4                   | —                | 2–0               |
| 3   | Anguilla     | 4   | 0 | 0 | 4 | 0   | 0  | 19 | −19 |                       |  | 0–6                   | 0–3              | —                 |

|                                |          |         |                                                  | |
| 7 september 2023 16:00 (UTC−4) | Anguilla | 0–6     | Sint-Maarten                                     | Stadion: Raymond E. Guishard Technical Centre, The Valley Scheidsrechter: Fernando Hernández (MEX) |
| 7 september 2023 16:00 (UTC−4) |          | Verslag | 6', 32', 38', 40' Raga 25' Segarel 70' Lacazette | Stadion: Raymond E. Guishard Technical Centre, The Valley Scheidsrechter: Fernando Hernández (MEX) |
| 7 september 2023 16:00 (UTC−4) |          |         |                                                  | Stadion: Raymond E. Guishard Technical Centre, The Valley Scheidsrechter: Fernando Hernández (MEX) |
| 7 september 2023 16:00 (UTC−4) |          |         |                                                  | Stadion: Raymond E. Guishard Technical Centre, The Valley Scheidsrechter: Fernando Hernández (MEX) |
|                                |          |         |                                                  | |

|                                 |                            |         |              | |
| 11 september 2023 15:30 (UTC−4) | Sint-Maarten               | 2–1     | Bonaire      | Stadion: SKNFA Technical Center, Basseterre (Saint Kitts en Nevis) Scheidsrechter: Reginald Gumbs (SKN) |
| 11 september 2023 15:30 (UTC−4) | Raga 75' Casper 88' (e.d.) | Verslag | 67' Martinus | Stadion: SKNFA Technical Center, Basseterre (Saint Kitts en Nevis) Scheidsrechter: Reginald Gumbs (SKN) |
| 11 september 2023 15:30 (UTC−4) |                            |         |              | Stadion: SKNFA Technical Center, Basseterre (Saint Kitts en Nevis) Scheidsrechter: Reginald Gumbs (SKN) |
| 11 september 2023 15:30 (UTC−4) |                            |         |              | Stadion: SKNFA Technical Center, Basseterre (Saint Kitts en Nevis) Scheidsrechter: Reginald Gumbs (SKN) |
|                                 |                            |         |              | |

|                               |                       |         |          |                                                                                  |
| 12 oktober 2023 19:00 (UTC−4) | Bonaire               | 2–0     | Anguilla | Stadion: Antonio Trenidatstadion, Rincon Scheidsrechter: Norberto da Silva (CUW) |
| 12 oktober 2023 19:00 (UTC−4) | Ronde 10' Pourier 36' | Verslag |          | Stadion: Antonio Trenidatstadion, Rincon Scheidsrechter: Norberto da Silva (CUW) |
| 12 oktober 2023 19:00 (UTC−4) |                       |         |          | Stadion: Antonio Trenidatstadion, Rincon Scheidsrechter: Norberto da Silva (CUW) |
| 12 oktober 2023 19:00 (UTC−4) |                       |         |          | Stadion: Antonio Trenidatstadion, Rincon Scheidsrechter: Norberto da Silva (CUW) |
|                               |                       |         |          |                                                                                  |

|                               |                                                                     |         |          | |
| 16 oktober 2023 16:00 (UTC−4) | Sint-Maarten                                                        | 8–0     | Anguilla | Stadion: SKNFA Technical Center, Basseterre (Saint Kitts en Nevis) Scheidsrechter: Jaime Herrera (SLV) |
| 16 oktober 2023 16:00 (UTC−4) | Segarel 17', 32' (pen.), 39', 47' Richardson 49' Raga 65', 70', 88' | Verslag |          | Stadion: SKNFA Technical Center, Basseterre (Saint Kitts en Nevis) Scheidsrechter: Jaime Herrera (SLV) |
| 16 oktober 2023 16:00 (UTC−4) |                                                                     |         |          | Stadion: SKNFA Technical Center, Basseterre (Saint Kitts en Nevis) Scheidsrechter: Jaime Herrera (SLV) |
| 16 oktober 2023 16:00 (UTC−4) |                                                                     |         |          | Stadion: SKNFA Technical Center, Basseterre (Saint Kitts en Nevis) Scheidsrechter: Jaime Herrera (SLV) |
|                               |                                                                     |         |          | |

|                                |          |         |                                   |                                                                                                 |
| 18 november 2023 15:00 (UTC−4) | Anguilla | 0–3     | Bonaire                           | Stadion: Raymond E. Guishard Technical Centre, The Valley Scheidsrechter: Tristley Bassue (SKN) |
| 18 november 2023 15:00 (UTC−4) |          | Verslag | 2', 6' (pen.) Anthony 73' Michiel | Stadion: Raymond E. Guishard Technical Centre, The Valley Scheidsrechter: Tristley Bassue (SKN) |
| 18 november 2023 15:00 (UTC−4) |          |         |                                   | Stadion: Raymond E. Guishard Technical Centre, The Valley Scheidsrechter: Tristley Bassue (SKN) |
| 18 november 2023 15:00 (UTC−4) |          |         |                                   | Stadion: Raymond E. Guishard Technical Centre, The Valley Scheidsrechter: Tristley Bassue (SKN) |
|                                |          |         |                                   |                                                                                                 |

|                                |         |         |                                           |                                                                                 |
| 21 november 2023 19:00 (UTC−4) | Bonaire | 0–4     | Sint-Maarten                              | Stadion: Antonio Trenidatstadion, Rincon Scheidsrechter: Ricangel de Leça (ARU) |
| 21 november 2023 19:00 (UTC−4) |         | Verslag | 3', 45+2' Gentes 13' Lebon 46' Richardson | Stadion: Antonio Trenidatstadion, Rincon Scheidsrechter: Ricangel de Leça (ARU) |
| 21 november 2023 19:00 (UTC−4) |         |         |                                           | Stadion: Antonio Trenidatstadion, Rincon Scheidsrechter: Ricangel de Leça (ARU) |
| 21 november 2023 19:00 (UTC−4) |         |         |                                           | Stadion: Antonio Trenidatstadion, Rincon Scheidsrechter: Ricangel de Leça (ARU) |
|                                |         |         |                                           |                                                                                 |

#### Groep B
| Pos | Team                        | Wed | W | G | V | Ptn | DV | DT | +/− | Promotie  |  | Vlag van Aruba | Vlag van Kaaimaneilanden | Vlag van Amerikaanse Maagdeneilanden |
| --- | --------------------------- | --- | - | - | - | --- | -- | -- | --- | --------- |  | -------------- | ------------------------ | ------------------------------------ |
| 1   | Aruba                       | 4   | 4 | 0 | 0 | 12  | 14 | 4  | +10 | Divisie B |  | —              | 5–1                      | 3–1                                  |
| 2   | Kaaimaneilanden             | 4   | 1 | 1 | 2 | 4   | 6  | 10 | −4  | Nummers 2 |  | 1–2            | —                        | 2–1                                  |
| 3   | Amerikaanse Maagdeneilanden | 4   | 0 | 1 | 3 | 1   | 5  | 11 | −6  |           |  | 1–4            | 2–2                      | —                                    |

|                                |                                     |         |                     |                                                                                   |
| 7 september 2023 19:00 (UTC−4) | Amerikaanse Maagdeneilanden         | 2–2     | Kaaimaneilanden     | Stadion: Bethlehem Voetbalstadion, Christiansted Scheidsrechter: Reon Radix (GRN) |
| 7 september 2023 19:00 (UTC−4) | McLaughlin 23' (e.d.) St. Louis 42' | Verslag | 16' Ebanks 47' Gray | Stadion: Bethlehem Voetbalstadion, Christiansted Scheidsrechter: Reon Radix (GRN) |
| 7 september 2023 19:00 (UTC−4) |                                     |         |                     | Stadion: Bethlehem Voetbalstadion, Christiansted Scheidsrechter: Reon Radix (GRN) |
| 7 september 2023 19:00 (UTC−4) |                                     |         |                     | Stadion: Bethlehem Voetbalstadion, Christiansted Scheidsrechter: Reon Radix (GRN) |
|                                |                                     |         |                     |                                                                                   |

|                                 |                 |         |                     |                                                                                      |
| 11 september 2023 16:30 (UTC−5) | Kaaimaneilanden | 1–2     | Aruba               | Stadion: Truman Boddensportcomplex, George Town Scheidsrechter: Ismael Cornejo (SLV) |
| 11 september 2023 16:30 (UTC−5) | Nunez 6'        | Verslag | 2' Ostiana 79' Bäly | Stadion: Truman Boddensportcomplex, George Town Scheidsrechter: Ismael Cornejo (SLV) |
| 11 september 2023 16:30 (UTC−5) |                 |         |                     | Stadion: Truman Boddensportcomplex, George Town Scheidsrechter: Ismael Cornejo (SLV) |
| 11 september 2023 16:30 (UTC−5) |                 |         |                     | Stadion: Truman Boddensportcomplex, George Town Scheidsrechter: Ismael Cornejo (SLV) |
|                                 |                 |         |                     |                                                                                      |

|                               |                                    |         |                             |                                                                            |
| 14 oktober 2023 15:00 (UTC−4) | Aruba                              | 3–1     | Amerikaanse Maagdeneilanden | Stadion: Trinidadstadion, Oranjestad Scheidsrechter: Kwinsi Williams (TRI) |
| 14 oktober 2023 15:00 (UTC−4) | Ostiana 52' Luydens 61' Molina 86' | Verslag | 63' Henry                   | Stadion: Trinidadstadion, Oranjestad Scheidsrechter: Kwinsi Williams (TRI) |
| 14 oktober 2023 15:00 (UTC−4) |                                    |         |                             | Stadion: Trinidadstadion, Oranjestad Scheidsrechter: Kwinsi Williams (TRI) |
| 14 oktober 2023 15:00 (UTC−4) |                                    |         |                             | Stadion: Trinidadstadion, Oranjestad Scheidsrechter: Kwinsi Williams (TRI) |
|                               |                                    |         |                             |                                                                            |

|                               |                        |         |                             |                                                                                         |
| 17 oktober 2023 15:30 (UTC−5) | Kaaimaneilanden        | 2–1     | Amerikaanse Maagdeneilanden | Stadion: Truman Boddensportcomplex, George Town Scheidsrechter: Randy Encarnación (DOM) |
| 17 oktober 2023 15:30 (UTC−5) | Seymour 17' Reeves 57' | Verslag | 84' Joseph                  | Stadion: Truman Boddensportcomplex, George Town Scheidsrechter: Randy Encarnación (DOM) |
| 17 oktober 2023 15:30 (UTC−5) |                        |         |                             | Stadion: Truman Boddensportcomplex, George Town Scheidsrechter: Randy Encarnación (DOM) |
| 17 oktober 2023 15:30 (UTC−5) |                        |         |                             | Stadion: Truman Boddensportcomplex, George Town Scheidsrechter: Randy Encarnación (DOM) |
|                               |                        |         |                             |                                                                                         |

|                                |                             |         |                                             |                                                                                         |
| 16 november 2023 19:00 (UTC−4) | Amerikaanse Maagdeneilanden | 1–4     | Aruba                                       | Stadion: Bethlehem Voetbalstadion, Christiansted Scheidsrechter: Ken Pennyfeather (ANT) |
| 16 november 2023 19:00 (UTC−4) | Farrell 47'                 | Verslag | 23' Dania 41', 52' Ostiana 79' (pen.) Maria | Stadion: Bethlehem Voetbalstadion, Christiansted Scheidsrechter: Ken Pennyfeather (ANT) |
| 16 november 2023 19:00 (UTC−4) |                             |         |                                             | Stadion: Bethlehem Voetbalstadion, Christiansted Scheidsrechter: Ken Pennyfeather (ANT) |
| 16 november 2023 19:00 (UTC−4) |                             |         |                                             | Stadion: Bethlehem Voetbalstadion, Christiansted Scheidsrechter: Ken Pennyfeather (ANT) |
|                                |                             |         |                                             |                                                                                         |

|                                |                                                       |         |                 |                                                                              |
| 20 november 2023 15:00 (UTC−4) | Aruba                                                 | 5–1     | Kaaimaneilanden | Stadion: Trinidadstadion, Oranjestad Scheidsrechter: Norberto da Silva (CUW) |
| 20 november 2023 15:00 (UTC−4) | Groothusen 16', 89' Ostiana 45+5' Maria 55' Dania 77' | Verslag | 49' Studenhofft | Stadion: Trinidadstadion, Oranjestad Scheidsrechter: Norberto da Silva (CUW) |
| 20 november 2023 15:00 (UTC−4) |                                                       |         |                 | Stadion: Trinidadstadion, Oranjestad Scheidsrechter: Norberto da Silva (CUW) |
| 20 november 2023 15:00 (UTC−4) |                                                       |         |                 | Stadion: Trinidadstadion, Oranjestad Scheidsrechter: Norberto da Silva (CUW) |
|                                |                                                       |         |                 |                                                                              |

#### Groep C
| Pos | Team                     | Wed | W | G | V | Ptn | DV | DT | +/− | Promotie  |  | Vlag van Dominica | Vlag van Britse Maagdeneilanden | Vlag van Turks- en Caicoseilanden |
| --- | ------------------------ | --- | - | - | - | --- | -- | -- | --- | --------- |  | ----------------- | ------------------------------- | --------------------------------- |
| 1   | Dominica                 | 4   | 3 | 1 | 0 | 10  | 8  | 2  | +6  | Divisie B |  | —                 | 1–1                             | 2–0                               |
| 2   | Britse Maagdeneilanden   | 4   | 1 | 2 | 1 | 5   | 7  | 6  | +1  | Nummers 2 |  | 1–2               | —                               | 3–1                               |
| 3   | Turks- en Caicoseilanden | 4   | 0 | 1 | 3 | 1   | 3  | 10 | −7  |           |  | 0–3               | 2–2                             | —                                 |

|                                |                             |         |                          |                                                                                        |
| 9 september 2023 15:30 (UTC−4) | Britse Maagdeneilanden      | 3–1     | Turks- en Caicoseilanden | Stadion: A. O. Shirley Recreation Ground, Road Town Scheidsrechter: Victor Rivas (USA) |
| 9 september 2023 15:30 (UTC−4) | Caesar 4' Chalwell 10', 50' | Verslag | 45+4' (pen.) Forbes      | Stadion: A. O. Shirley Recreation Ground, Road Town Scheidsrechter: Victor Rivas (USA) |
| 9 september 2023 15:30 (UTC−4) |                             |         |                          | Stadion: A. O. Shirley Recreation Ground, Road Town Scheidsrechter: Victor Rivas (USA) |
| 9 september 2023 15:30 (UTC−4) |                             |         |                          | Stadion: A. O. Shirley Recreation Ground, Road Town Scheidsrechter: Victor Rivas (USA) |
|                                |                             |         |                          |                                                                                        |

|                                 |                          |         |                            |                                                                                       |
| 12 september 2023 16:00 (UTC−4) | Turks- en Caicoseilanden | 0–3     | Dominica                   | Stadion: TCIFA National Academy, Providenciales Scheidsrechter: Benjamin Whitty (CAY) |
| 12 september 2023 16:00 (UTC−4) |                          | Verslag | 18', 64' Jules 90+3'Thomas | Stadion: TCIFA National Academy, Providenciales Scheidsrechter: Benjamin Whitty (CAY) |
| 12 september 2023 16:00 (UTC−4) |                          |         |                            | Stadion: TCIFA National Academy, Providenciales Scheidsrechter: Benjamin Whitty (CAY) |
| 12 september 2023 16:00 (UTC−4) |                          |         |                            | Stadion: TCIFA National Academy, Providenciales Scheidsrechter: Benjamin Whitty (CAY) |
|                                 |                          |         |                            |                                                                                       |

|                               |            |         |                        | |
| 12 oktober 2023 17:00 (UTC−4) | Dominica   | 1–1     | Britse Maagdeneilanden | Stadion: Daren Sammy Cricket Ground, Gros Islet (Saint Lucia) Scheidsrechter: Ricangel de Leça (ARU) |
| 12 oktober 2023 17:00 (UTC−4) | Thomas 82' | Verslag | 29' Chalwell           | Stadion: Daren Sammy Cricket Ground, Gros Islet (Saint Lucia) Scheidsrechter: Ricangel de Leça (ARU) |
| 12 oktober 2023 17:00 (UTC−4) |            |         |                        | Stadion: Daren Sammy Cricket Ground, Gros Islet (Saint Lucia) Scheidsrechter: Ricangel de Leça (ARU) |
| 12 oktober 2023 17:00 (UTC−4) |            |         |                        | Stadion: Daren Sammy Cricket Ground, Gros Islet (Saint Lucia) Scheidsrechter: Ricangel de Leça (ARU) |
|                               |            |         |                        | |

|                               |                          |         |                        |                                                                                     |
| 16 oktober 2023 16:00 (UTC−4) | Turks- en Caicoseilanden | 2–2     | Britse Maagdeneilanden | Stadion: TCIFA National Academy, Providenciales Scheidsrechter: Hakeem Harvey (SKN) |
| 16 oktober 2023 16:00 (UTC−4) | Forbes 26' (pen.), 76'   | Verslag | 3' Bertie 90+5' Smith  | Stadion: TCIFA National Academy, Providenciales Scheidsrechter: Hakeem Harvey (SKN) |
| 16 oktober 2023 16:00 (UTC−4) |                          |         |                        | Stadion: TCIFA National Academy, Providenciales Scheidsrechter: Hakeem Harvey (SKN) |
| 16 oktober 2023 16:00 (UTC−4) |                          |         |                        | Stadion: TCIFA National Academy, Providenciales Scheidsrechter: Hakeem Harvey (SKN) |
|                               |                          |         |                        |                                                                                     |

|                                |                        |         |                          |                                                                                          |
| 16 november 2023 15:00 (UTC−4) | Britse Maagdeneilanden | 1–2     | Dominica                 | Stadion: A. O. Shirley Recreation Ground, Road Town Scheidsrechter: Reginald Gumbs (SKN) |
| 16 november 2023 15:00 (UTC−4) | Gallimore 63'          | Verslag | 52' Laville 68' Marshall | Stadion: A. O. Shirley Recreation Ground, Road Town Scheidsrechter: Reginald Gumbs (SKN) |
| 16 november 2023 15:00 (UTC−4) |                        |         |                          | Stadion: A. O. Shirley Recreation Ground, Road Town Scheidsrechter: Reginald Gumbs (SKN) |
| 16 november 2023 15:00 (UTC−4) |                        |         |                          | Stadion: A. O. Shirley Recreation Ground, Road Town Scheidsrechter: Reginald Gumbs (SKN) |
|                                |                        |         |                          |                                                                                          |

|                                |                        |         |                          | |
| 20 november 2023 15:00 (UTC−4) | Dominica               | 2–0     | Turks- en Caicoseilanden | Stadion: A. O. Shirley Recreation Ground, Road Town (Britse Maagdeneilanden) Scheidsrechter: Timothy Derry (TRI) |
| 20 november 2023 15:00 (UTC−4) | Laville 15' George 61' | Verslag |                          | Stadion: A. O. Shirley Recreation Ground, Road Town (Britse Maagdeneilanden) Scheidsrechter: Timothy Derry (TRI) |
| 20 november 2023 15:00 (UTC−4) |                        |         |                          | Stadion: A. O. Shirley Recreation Ground, Road Town (Britse Maagdeneilanden) Scheidsrechter: Timothy Derry (TRI) |
| 20 november 2023 15:00 (UTC−4) |                        |         |                          | Stadion: A. O. Shirley Recreation Ground, Road Town (Britse Maagdeneilanden) Scheidsrechter: Timothy Derry (TRI) |
|                                |                        |         |                          | |

### Ranking nummers 2
| Pos | Grp | Team                   | Wed | W | G | V | Ptn | DV | DT | +/− | Promotie        |
| --- | --- | ---------------------- | --- | - | - | - | --- | -- | -- | --- | --------------- |
| 1   | A   | Bonaire                | 4   | 2 | 0 | 2 | 6   | 6  | 6  | 0   | Naar Divisie B. |
| 2   | C   | Britse Maagdeneilanden | 4   | 1 | 2 | 1 | 5   | 7  | 6  | +1  |                 |
| 3   | B   | Kaaimaneilanden        | 4   | 1 | 1 | 2 | 4   | 6  | 10 | −4  |                 |